# Segundo gobierno de Ramón Castilla
El segundo gobierno constitucional de Ramón Castilla en el Perú empezó el 24 de octubre de 1858 y terminó el 24 de octubre de 1862. Continuó las reformas políticas y sociales empezadas en su primer gobierno, así como el desarrollo material del país, con el respaldo de las grandes rentas producidas por el boom guanero. Dio la Constitución moderada de 1860, que fue la que más tiempo ha durado; creó la presidencia del Consejo de Ministros; impulsó el desarrollo de la Amazonía; se preocupó por la defensa nacional al modernizar el ejército y aumentar el número de las unidades navales, que convirtieron al Perú en la primera potencia naval del Pacífico Sur. Introdujo adelantos técnicos como la telegrafía, el alumbrado a gas y los ferrocarriles. Una construcción emblemática fue la Penitenciaría de Lima. En el aspecto internacional desarrolló una política de solidaridad americana, apoyando a México en su lucha contra la invasión francesa, a Santo Domingo contra la ocupación española y a Nicaragua y Costa Rica contra la agresión del filibustero William Walker. Tuvo sin embargo que emprender una campaña militar contra Ecuador y sufrió una tenaz oposición política de parte de los liberales, que derivaron en dos atentados contra su vida.

## Antecedentes

### La Revolución Liberal de 1854

#### Inicio de la revolución liberal o “libertadora”
El gobierno del general José Rufino Echenique (1851-1855) se hizo impopular debido a la demora de la guerra contra Bolivia y a la tremenda corrupción en el proceso de consolidación de la deuda interna. El 20 de diciembre de 1853 se inició un movimiento popular en el departamento de Lima en contra del gobierno, al mando del líder civil Domingo Elías. El alzamiento fue derrotado rápidamente por las fuerzas gubernamentales en la batalla de Saraja el 7 de enero de 1854.
Sin embargo, este movimiento ocasionó que se produjeran otros levantamientos al interior del país, como en las ciudades de Chiclayo y Cajamarca, pero principalmente en Arequipa; núcleo de la revolución que lideraría el mariscal Ramón Castilla inmediatamente después de la derrota en Ica y que sería la que lograría la destitución de Echenique. Esta rebelión contó con el apoyo de los jóvenes líderes Pedro Gálvez Egúsquiza y Manuel Toribio Ureta, a quienes se sumaron también Domingo Elías, el general Miguel de San Román y el general Fermín del Castillo. Esta insurrección fue un gran movimiento popular que derivó en una guerra civil muy prolongada y costosa para el país.
El ministro de Guerra, general Juan Crisóstomo Torrico, fue enviado junto al general Juan Antonio Pezet a Arequipa con órdenes oficiales de controlar la situación. Frente a esto, Castilla decidió retirarse temporalmente; a fines del mes de marzo, se dirigió a Cuzco para sentar una base de operaciones; y allí, el 14 de abril, recibió la noticia de que había sido declarado presidente provisorio por la junta revolucionaria de Arequipa. Aceptando sin demora, Castilla continuó con su estrategia revolucionaria dirigiéndose a Ayacucho a finales de junio.

#### Abolición del tributo indígena y manumisión de los esclavos
Estando en Ayacucho, Castilla dio el primer paso trascendental: decretó la abolición del tributo indígena (5 de julio de 1854). Eliminar el tributo indígena implicaba privar al Estado peruano de un ingreso fiscal que, en el momento, debido al apogeo del guano, parecía ínfimo y prescindible. Más adelante se vio que este era un ingreso fiscal necesario y fue restablecido bajo otra forma de impuesto.
La primera victoria militar de los revolucionarios o “libertadores” sobre los gobiernistas o constitucionales, se dio en Izcuchaca, cuando el 2 de agosto derrotaron a Echenique. Luego, en una suerte de maniobra estratégica, Castilla logró sortear las fuerzas oficiales y llegar a Huancayo, ciudad en la que se preparó para el gran salto sobre Lima.

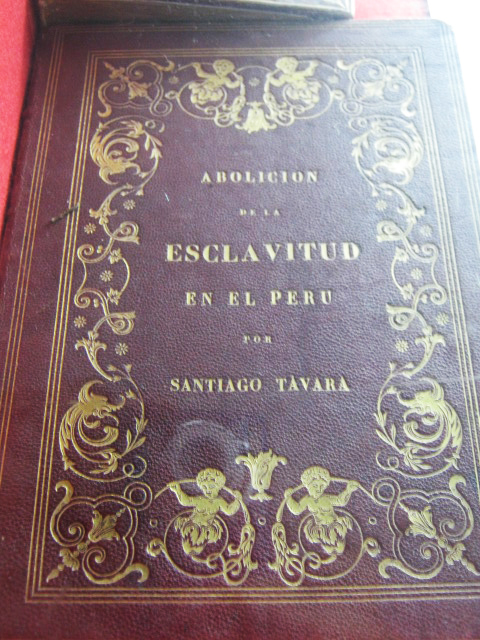
Libro de Esclavitud en el Perú sobre la libertad de los esclavos.

Estando en Huancayo, el 3 de diciembre de 1854, Castilla dio el segundo paso trascendental al expedir el decreto que abolía la esclavitud de los negros. Esta declaración fue la que tuvo mayor impacto en la sociedad, y principalmente en los hacendados del país, quienes crearon una junta para plantear las garantías de indemnización que estos exigían. La junta estaba presidida por Antonio Salinas y Castañeda, hacendado del valle de Huaura. Ese mismo año, los mismos hacendados impusieron al gobierno un reglamento de policía rural muy estricto para prevenir los esperados desbordes consiguientes a la abolición.
Se garantizó el pago de los esclavos en cinco años con el interés anual de seis por ciento. Un decreto expedido el 9 de marzo de 1855, ya bajo el gobierno provisorio de Castilla, afirmaba que el Estado abonaría trescientos pesos tanto por cada esclavo como por cada siervo libre, fijando así un precio medio y común para cada manumiso.

#### Labatalla de La Palma. Triunfo de los libertadores
El ejército libertador rompió la marcha de Huancayo el 5 de diciembre de 1854, dirigiéndose a Lima para la batalla final con las fuerzas oficiales de Echenique. El día 27 del mismo mes llegaron a Manchay y pronto se trasladaron a Miraflores, cerca de la Huaca Juliana, lugar en el Echenique ya se había atrincherado con 9 batallones, 3 regimientos de caballería y 20 piezas de artillería. Por su parte, el ejército libertador estaba agrupado en 4 divisiones, contando con 15 batallones, 4 escuadrones y 18 piezas de artillería. 

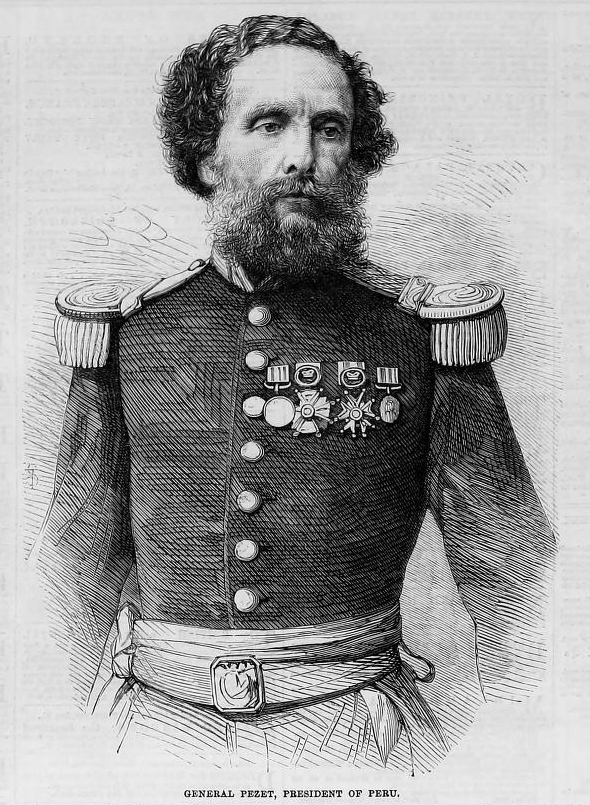
El general Juan Antonio Pezet, peleó a favor de las fuerzas constitucionales o gobiernistas en la batalla de La Palma, comandando una de sus divisiones.

Entre el 29 de diciembre y el día 4 de enero de 1855, hubo tiroteos y amagos de ambas partes, pero no se dio inicio a la batalla. En la mañana de 5 de enero, el ejército constitucional se decidió lanzar el ataque, pero viendo que no respondía el enemigo, creyó que este se retiraba. El general Juan Antonio Pezet, al mando de la vanguardia, se lanzó sobre Miraflores para salir de dudas y en vista que no había nadie, puso rumbo a Chorrillos en busca de los libertadores. En el camino tropezó con una división de Castilla que iba a unírsele a La Palma y tomó algunos prisioneros. Corrigió entonces su marcha en dirección a dicha hacienda. Fue atacado por el general San Román y obligado a dividir sus fuerzas. Al llegar al estanque de la hacienda, fue detenido por la artillería que estaba allí emplazada. En ese momento el general Pedro Cisneros lanzó un ataque contra el centro de la línea de Castilla, uno de cuyos batallones se desorganizó y huyó, pero Castilla, previsor, ordenó cubrir el hueco con la Primera División de la Reserva, formada por el batallón 7 de Enero y el batallón Cusco, mandados por el coronel Domingo Gamio y el coronel Bustamante respectivamente.
Mientras tanto, la derecha de Castilla era atacada por el general Deustua, quien después de una intensa lucha, cayó gravemente herido y el ataque se debilitó. Aprovechó de la circunstancia el coronel Segura de los libertadores, y cargó con su división. Los constitucionales hicieron entrar a la Reserva al mando de los generales Guarda, Mendiburu y Lopera y atacaron al general San Román por la derecha, iniciando un movimiento envolvente. Durante dos horas lucharon con ardor; consumidas las municiones, los libertadores se lanzaron al asalto a la bayoneta y sus adversarios comenzaron a ceder.

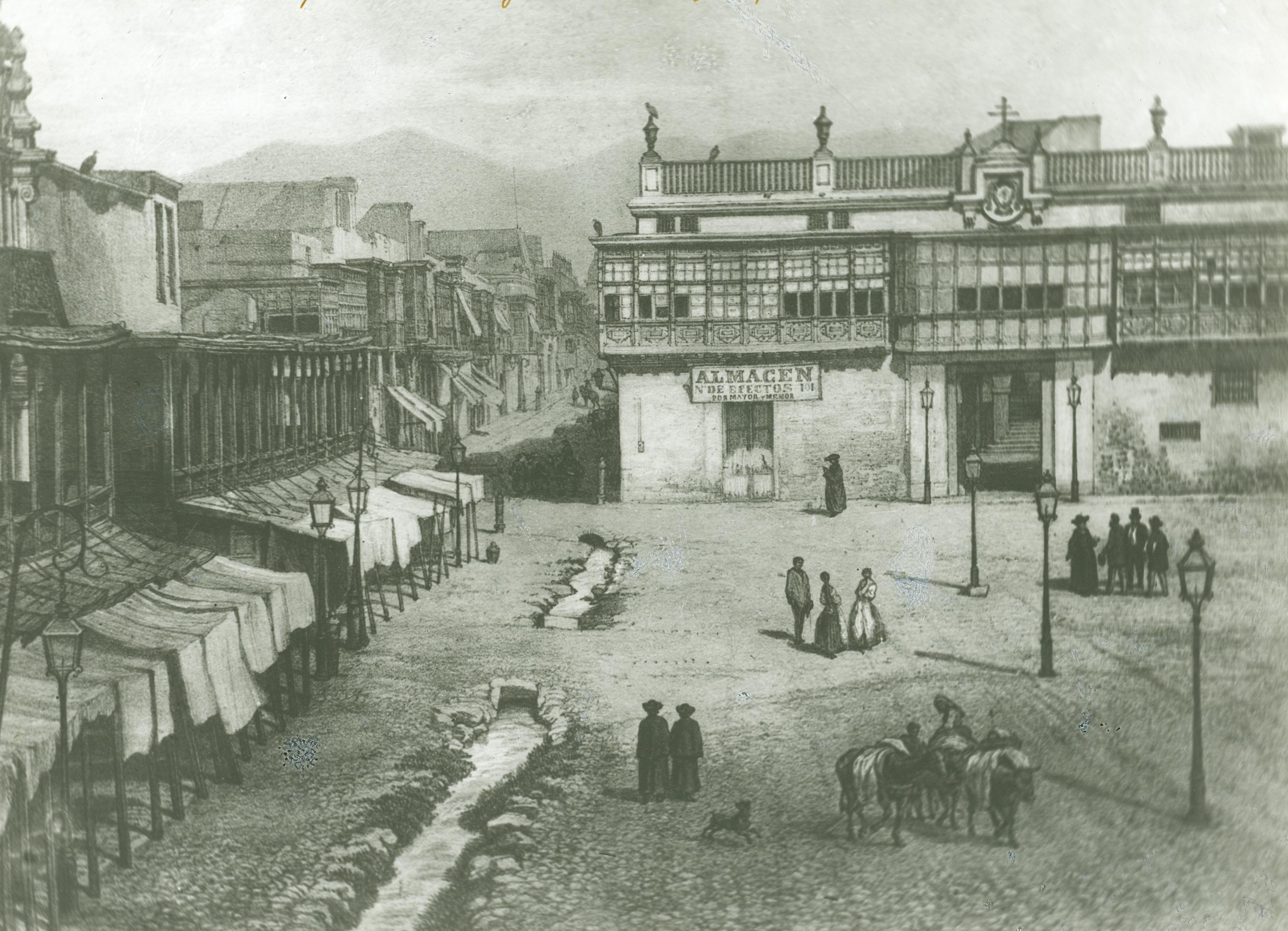
Una vista de la ciudad de Lima en 1854.

La caballería de Echenique trató de impedir la derrota y atacó a la izquierda, pero la caballería de Castilla, al mando del coronel Alvízuri, se puso en acción y atacó al enemigo por el flanco. Comenzó entonces la retirada de las fuerzas echeniquistas, que fueron perseguidos por los de Castilla, hasta quedar deshechas.
Al día siguiente se desató la violencia y pánico en Lima. Una turba asaltó las casas de los beneficiarios del escándalo de la consolidación. También fueron saqueados Palacio de Gobierno y la casa particular de Echenique. Los vencedores entraron en medio de ruidosas aclamaciones. Echenique se refugió en casa del Encargado de Negocios del gobierno británico y salió al destierro, con dirección a los Estados Unidos.

### Gobierno provisional de Castilla (1855-1858)

#### Instauración del gobierno provisional
Tras el triunfo de la revolución liberal, se instaló en Lima un gobierno provisional denominado “gobierno de la moralidad”, con Castilla como presidente y los liberales Pedro Gálvez Egúsquiza como ministro de Justicia, Culto, Beneficencia y Hacienda, y Manuel Toribio Ureta como ministro de Gobierno, Relaciones Exteriores e Instrucción; luego se unieron Domingo Elías como ministro de Hacienda y el general Miguel de San Román como ministro de Guerra.
Una importante medida fue el decreto del 25 de marzo de 1855, firmado por Castilla y Pedro Gálvez, que anunciaba la absoluta libertad en comunicación del pensamiento por medio de la imprenta; este decreto se sumó así a los importantes decretos liberales de la abolición de la esclavitud y la contribución de indígenas.

#### Elecciones para la Convención Nacional
Inmediatamente el gobierno convocó a elecciones para la Convención Nacional, mas no para las elecciones presidenciales. La Convención debía instalarse el 15 de junio de ese año. Así, por primera vez se convocó a elecciones con sufragio directo y universal. Directo, pues no se elegiría a los Colegios Electorales, sino directamente a los representantes del nuevo Congreso; y universal, porque todos los peruanos votarían sin ninguna limitación, sin importar ser analfabeto o no tener fortuna.
Realizadas las elecciones, la Convención Nacional se instaló el 14 de julio de 1855 y ratificó a Castilla como Presidente Provisorio. Este, de temperamento autoritario, instaló un régimen de sanción o castigo en contra de los vencidos, lo que contrastó con su primer gobierno, que había sido de unidad nacional. Asimismo, inició su alejamiento de sus aliados liberales.

#### Constitución Liberal de 1856

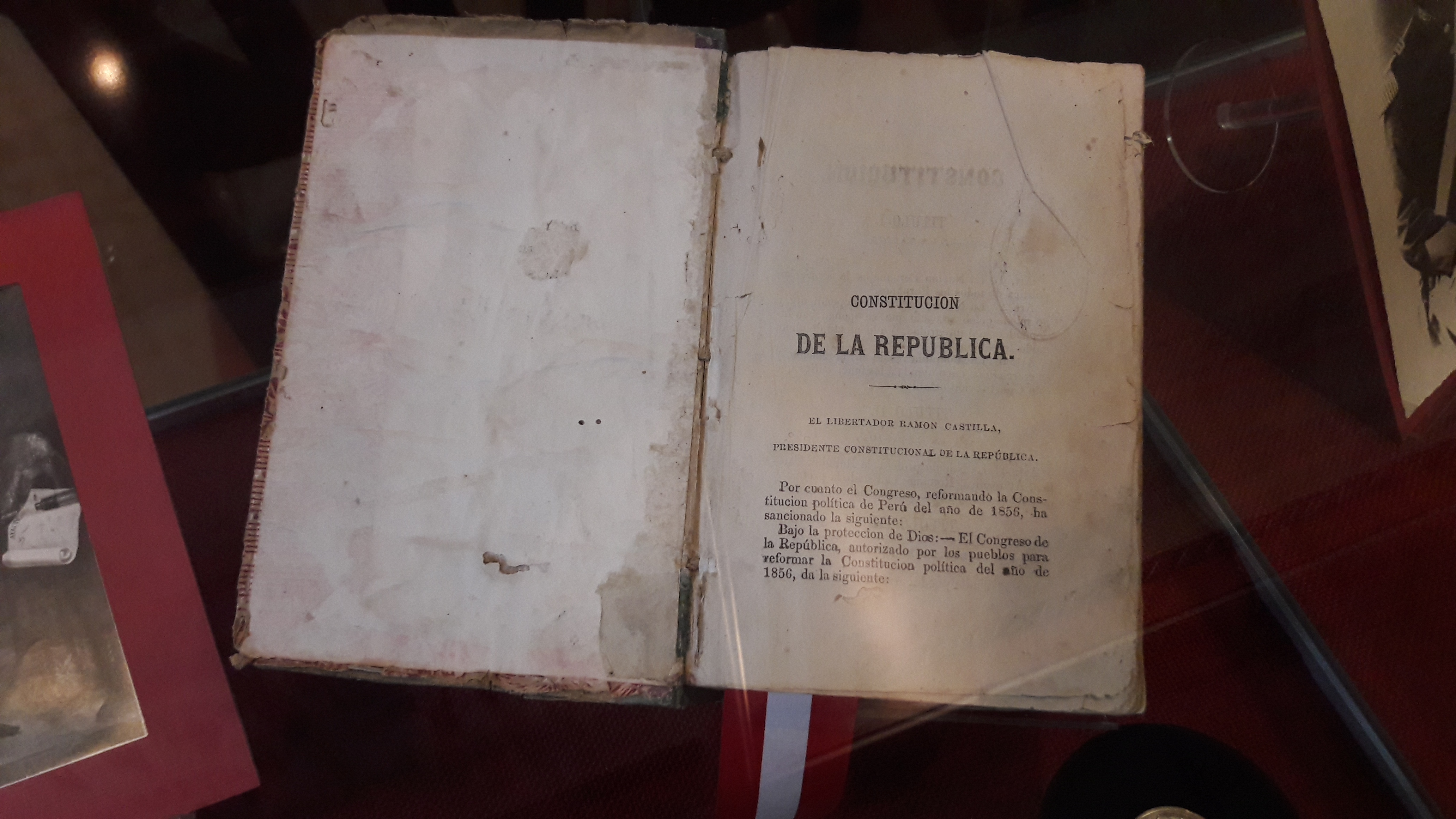
Constitución de la República Peruana de 1856.

Después de grandes debates, en octubre de 1856 se terminó de discutir la nueva Constitución, que debía reemplazar a la Constitución Conservadora de 1839. La Constitución de 1856, de tendencia liberal, limitó las atribuciones del poder ejecutivo, estableciendo la vacancia de la Presidencia de la República por atentar contra la forma de gobierno o disolver el Congreso. Estableció que el período presidencial duraría cuatro años y no seis años como en la anterior Constitución; creó el Consejo de Ministros; abolió el Consejo de Estado; suprimió los fueros personales y el fuero militar, abolió la pena de muerte; estableció el sufragio popular directo para todos los peruanos que supieran leer y escribir; restableció las Juntas Departamentales y las Municipalidades. Los liberales no lograron imponer la libertad de cultos, y el Estado continuó protegiendo la religión católica, no permitiendo el ejercicio de otros cultos, pero se suprimió las vinculaciones y fueros eclesiásticos, así como los diezmos y primicias.
La nueva carta magna no estableció el parlamentarismo; sin embargo, rescató algunos elementos de este para insertarlos en la nueva constitucionalidad del Perú. Así, vemos que se agregaron mecanismos legales que funcionaban como frenos y contrapesos con respecto a la acción del ejecutivo, siendo una de las principales medidas el establecimiento del voto de censura. 
El presidente Castilla juró esta Constitución que fue promulgada el 19 de octubre de 1856, pero expresó su disconformidad con ella, sobre todo por la disminución de las atribuciones del presidente, aumentando así la situación de tirantez entre el Gobierno y el Congreso.

#### Sublevación de Fermín del Castillo

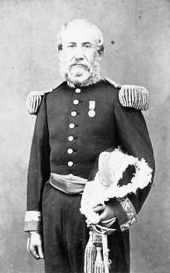
El general Fermín del Castillo, había combatido al lado de Castilla en la revolución de 1854, pero se enemistó con él y encabezó un intento golpista en 1856.

El general Fermín del Castillo, descontento con el gobierno, el 15 de agosto de 1856 encabezó en Lima una revolución, sacando a la calle al batallón Yungay y a otras unidades, e incluso colocó cañones en el atrio de la Catedral de Lima, apuntando hacia el palacio de gobierno. El mismo presidente Castilla asumió personalmente el mando de los batallones leales y logró hacer retroceder a los revolucionarios. No fue necesario usar mayor violencia, pues estos se dispersaron. A la cuatro de la tarde de ese mismo día, el motín había sido debelado, con un saldo de 30 muertos y un número mayor de heridos. El historiador Jorge Basadre titula este episodio como “Castillo contra Castilla”.

#### Creación del Consejo de Ministros
Cumpliendo lo establecido por la Constitución de 1856, y por ley del 4 de diciembre de 1856, se organizó, por primera vez en la historia republicana del Perú, el Consejo de Ministros. Si bien desde la creación de la República en 1821 existía un cuerpo de ministros que tomaba sus decisiones de acuerdo con el presidente o jefe de Estado, aún no se había formalizado y reglamentado su función. La ley estableció que los ministros debían ser cinco, en los siguientes rubros: Relaciones Exteriores; Gobierno, Culto y Obras Públicas; Justicia, Instrucción y Beneficencia; Guerra y Marina; y Hacienda y Comercio. Uno de los ellos debía ejercer como presidente del Consejo de Ministros, a veces llamado erróneamente primer ministro o premier; en caso de necesidad, debía reemplazarle uno de los ministros de manera interina, hasta que se eligiera a un nuevo titular.

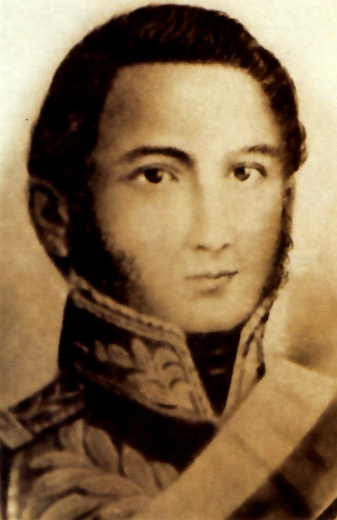
El general José María Raygada, el primero que detentó el cargo de presidente del Consejo de Ministros.

El primer presidente del Consejo de Ministros fue el general José María Raygada, que ejerció dicho cargo de 14 de febrero de 1857 a 13 de mayo de 1858. Le sucedió interinamente el doctor Manuel Ortiz de Zevallos, que se mantuvo hasta el 13 de julio del mismo año, cuando asumió en su reemplazo el general Miguel de San Román, que permaneció hasta el fin del gobierno provisorio de Castilla.

#### Disolución de la Convención Nacional
La Convención Nacional acabó por ganarse la desaprobación del público, pues pese a que había ya dado la Constitución de 1856, seguía en funciones e incluso sus miembros se habían aumentado las dietas, mientras disminuían el sueldo de los funcionarios públicos. Otro motivo era su tendencia anticlerical, que disgustaba a la población mayoritariamente católica. 

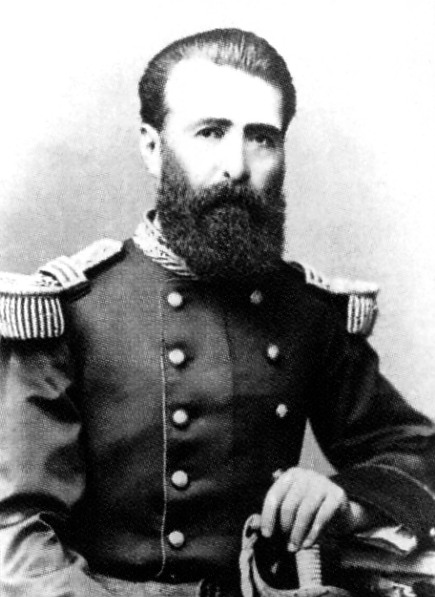
El coronel Pablo Arguedas disolvió la Convención Nacional.

El 2 de noviembre de 1857 una patrulla de soldados a órdenes del coronel Pablo Arguedas, disolvió la Convención mientras Castilla se hallaba ocupado en el asedio de Arequipa, en el marco de la guerra civil estallada en octubre del año anterior. Uno de las principales argumentos de Arguedas para su accionar era que la Convención había tratado de arrebatarle el poder a Castilla y calificaba de débil la conducta del Consejo de Ministros, que en ese momento se encargaba del gobierno en Lima. Si bien Castilla condenó este acto, era evidente que tal situación le convenía, tan así que una vez que retornó a Lima no restituyó dicho parlamento.

#### La revolución de Vivanco (1856-1858)
El descontento del grupo conservador en el gobierno respecto de las medidas de abolición del tributo indígena y esclavitud proclamadas por Castilla se hizo más imperante con el juramento de la Constitución Liberal de 1856. De esta forma, cuando Manuel Ignacio de Vivanco se pronuncia en Arequipa, de manera simultánea a otros movimientos de protesta en el país, es rápido en ganar adeptos, recursos y apoyo para su causa.
La rebelión estalló en Arequipa el 31 de octubre de 1856, donde en un acto público se quemó la Constitución recientemente proclamada. De allí se extendió a Moquegua, Ayacucho y Piura, y luego la escuadra se plegó al movimiento; entre los de los marinos rebeldes se contaban Miguel Grau y Lizardo Montero. Aprovechando su dominio del mar, los revolucionarios realizaron una expedición hacia el norte, llegando al Callao el 2 de enero de 1857. No obstante, al no encontrar opinión favorable, prosiguieron más al norte, ocupando Trujillo.

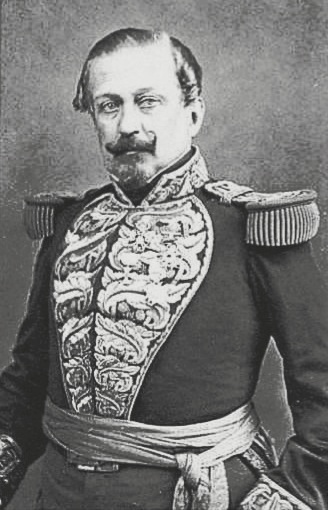
El general Manuel Ignacio de Vivanco, caudillo ilustrado y empedernido rival del mariscal Ramón Castilla.

Como respuesta, Castilla envió al coronel López Lavalle y al coronel Mariano Ignacio Prado, quienes obligaron a Vivanco a evacuar la ciudad. De allí se inició una especie de persecución por parte de las fuerzas oficiales que empujaron al revolucionario cada vez más al norte; cuando llega a Paita, reembarca sus tropas y retorna al Callao. Al arribar atacaron a la población, el 22 de abril de 1857, ataque que fue rechazado por el pueblo chalaco; en premio a este acto, el Callao recibió la denominación de Provincia Constitucional, por haber defendido el gobierno constitucional que representaba Castilla.
La rebelión quedó circunscrita a Arequipa, con escasas posibilidades de triunfo. Sin embargo, el pueblo arequipeño decidió mantenerse en rebeldía. Para poner sitio a la ciudad, desde Puno partieron las fuerzas gubernamentales a órdenes del general Miguel de San Román. El pueblo arequipeño, espontáneamente, formó batallones, construyó defensas y se aprestó a la lucha. En las cercanías de la ciudad se produjeron sangrientos encuentros. Uno de ellos, producido en Yumina, el 28 de junio de 1857, fue considerado como un triunfo por los vivanquistas, aunque estos no lograron romper el cerco que los gubernamentales les tendieron. Castilla decidió tomar personalmente el mando del ejército y llegó por vía marítima al teatro de operaciones; tras unirse a las fuerzas de San Román, puso sitio a Arequipa.

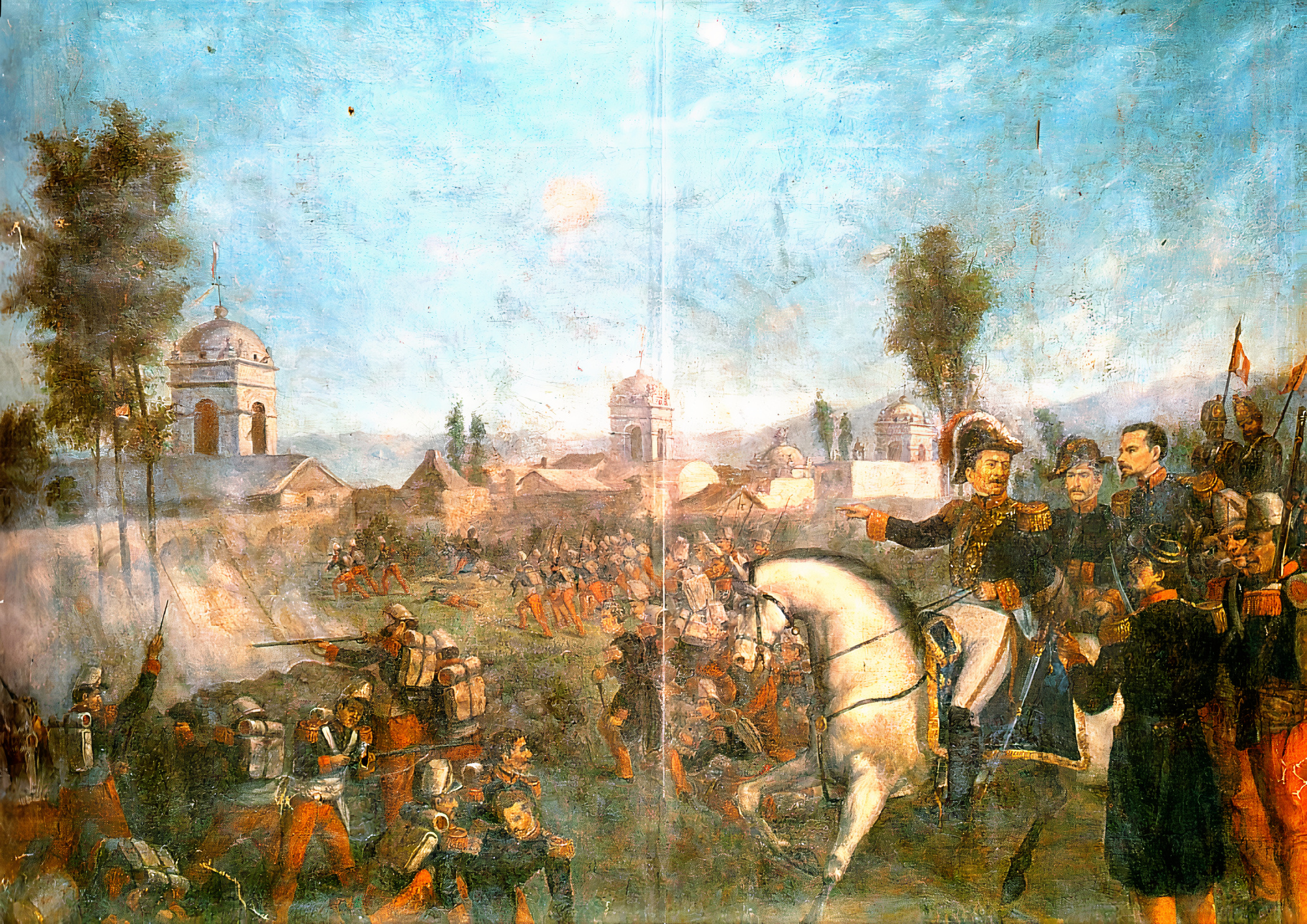
El asalto de Arequipa ocurrió de 6 a 7 de marzo de 1858.

Por fin, después de nueve meses de sitio, Castilla decidió el ataque a la ciudad. Se inició en la noche del 5 de marzo de 1858 y duró hasta el mediodía siguiente, siendo extremadamente sangriento. En la acequia de Santa Rosa la sangre corrió como agua. Los defensores se aferraron tenazmente a sus defensas y hubo batallones enteros, como el llamado "Columnas Inmortales", formado por los artesanos, que cayeron muertos íntegramente sin retroceder. A las 11 y 35 de la mañana de 6 de marzo el ejército de Castilla se reunió en la Plaza de Armas de Arequipa, culminando así la lucha. La rebelión estaba vencida. Vivanco huyó a Chile.

## Elecciones de 1858
Si bien la rebelión de Vivanco fracasó, su propósito, esto es, acabar con la influencia de los liberales en las decisiones gubernamentales, terminó por imponerse. La Convención, disuelta en noviembre de 1857, no fue nuevamente convocada e incluso fueron enviados al destierro los principales líderes liberales.
Castilla convocó a elecciones para un Congreso Extraordinario y para un Presidente Constitucional de la República, ya que él solo era presidente provisorio. Él mismo se presentó como candidato. Por su parte, importantes líderes liberales como Benito Laso, Francisco Javier Mariátegui, José Gálvez, Francisco de Paula González Vigil y José Gregorio Paz Soldán, se organizaron y lanzaron la candidatura del general José Miguel Medina. Como vocero de su ideología fundaron el periódico El Constitucional. De otro lado, se presentó como candidato el viejo líder civil Domingo Elías, que ya no gozaba de la popularidad de antaño, aparte de tener una salud precaria.
Realizadas las elecciones, triunfó Castilla. Hubo fuertes sospechas de irregularidades en este proceso electoral para favorecer al presidente candidato.

## Toma de mando
El Congreso Extraordinario se instaló el 12 de octubre de 1858. Ante él se presentó el Consejo de Ministros presidido por Miguel de San Román, que dio un mensaje de exhortación a la representación nacional para que emprendieran una reforma constitucional. El 23 de octubre, el Congreso proclamó a Ramón Castilla como Presidente Constitucional y a Juan Manuel del Mar como Vicepresidente, para un mandato de cuatro años, según lo estipulaba la Constitución de 1856.
El gobierno de Castilla continuó con el Consejo de Ministros de su mandato anterior, que estaba presidido por Miguel de San Román.

## La Constitución Política de 1860
El primer suceso importante del segundo gobierno de Castilla fue la discusión y aprobación de una nueva Constitución en reemplazo de la Constitución Liberal de 1856.

### El Congreso Extraordinario de 1858
Rápidamente, la clase política exigió la reforma de la carta magna, especialmente de parte de los conservadores; incluso se propuso la necesidad de realizar un plebiscito que acelerara el proceso legal de la reforma constitucional permitiendo la reforma en una sola legislatura y en Congreso Constituyente. El Congreso procedió a sortear quiénes debían formar parte de la Cámara de Senadores, como lo estipulada la Constitución vigente. Presidió la Cámara de Diputados Pedro José Bustamante y Alvizuri, y el Senado el general José Miguel Medina. Entre quienes destacaron en el senado se puede mencionar a Fernando Casós, Benjamín Cisneros, Antonio Arenas, Bartolomé Herrera y Evaristo Gómez Sánchez. Los debates se llevaron a cabo en las dos cámaras de manera independiente, situación que dificultó, alargó e incluso interrumpió temporalmente el proceso.
Uno de los temas de mayor debate fue el referente a la abolición de la pena de muerte, principio que ya había establecido la Constitución de 1856. El Congreso se pronunció por dicha abolición, lo que fue apoyado por el gobierno de Castilla. Es por eso que algunos autores atribuyen a este el mérito de realizar dicha reforma y entre los epítetos endilgados al Libertador de los esclavos se añade el de “demoledor del cadalso político”. La Constitución de 1860 reimplantaría la pena de muerte, aunque solo para casos de homicidio calificado, quedando definitivamente desterrada  de la legislación peruana para los casos de índole política.

### Confrontación entre el Ejecutivo y el Congreso
El Congreso Extraordinario de 1858, pese a ver sido elegido conjuntamente con el Ejecutivo, no se mostró dócil a la autoridad del Presidente. Cuando se presentó una ley para aprobar lo ascensos militares dados por Echenique y el gobierno provisorio de Castilla, fue inicialmente rechazada por el Senado, aunque luego la aprobó. Al revisar el caso del coronel Pablo Arguedas, el militar que disolviera la Convención Nacional en 1857, el Congreso resolvió, primero, dar un solemne voto de reprobación contra dicho atentado y, segundo, ordenar que el militar fuera separado del ejército y privado de sus derechos civiles (12 de noviembre de 1858). El Gobierno se negó a firmar esa ley y la devolvió al Congreso, aunque finalmente terminó por acatarla. Este incidente, así como otros relacionados con el respeto a los fueros de los parlamentarios, produjo un serio impasse entre ambos poderes, a tal punto que el Congreso llegó a elaborar un proyecto de ley que declaraba la patria en peligro y la vacancia la presidencia de la República. El gobierno supo maniobrar diestramente sobre los parlamentarios más influenciables y logró que fuera rechazada la moción en lo referente a la vacancia presidencial. 

### Elecciones para un Congreso Ordinario (1860)
El Congreso Extraordinario suspendió sus sesiones el 25 de mayo de 1859, anunciando su reinstalación como Congreso Ordinario para julio del mismo año. Pero el gobierno frustró tal iniciativa, decretando elecciones para nuevos representantes, que se reunirían en el año siguiente y que tendrían amplias facultades legislativas. Castilla argumentó al respecto que el Congreso, al pretender autoconvocarse, había tomado una decisión anticonstitucional, puesto que solo al Ejecutivo competía su convocatoria. Sin embargo, corrió la versión de que, en realidad, Castilla se había enterado de que el Congreso pretendía vacarlo y que por eso se adelantó a esa decisión.
Hubo escaso entusiasmo ciudadano por estas elecciones, que tuvieron un carácter plebiscitario. Sin mayor esfuerzo, el gobierno logró que triunfaran la mayoría de sus candidatos, así como la aprobación del otorgamiento de amplias facultades a los representantes electos.

### Elaboración y promulgación de la Constitución de 1860
El nuevo Congreso Ordinario se instaló el 28 de julio de 1860 y se arrogó, de manera controvertida, la facultad de Constituyente, aduciendo que el pueblo con su voto había decidido mayoritariamente por ese camino. Hubo quienes cuestionaron este proceder, por considerar que violaba la Constitución vigente, pero otros juristas como Antonio Arenas la defendieron decididamente. Los congresistas procedieron rápidamente a discutir y reformar la Constitución.

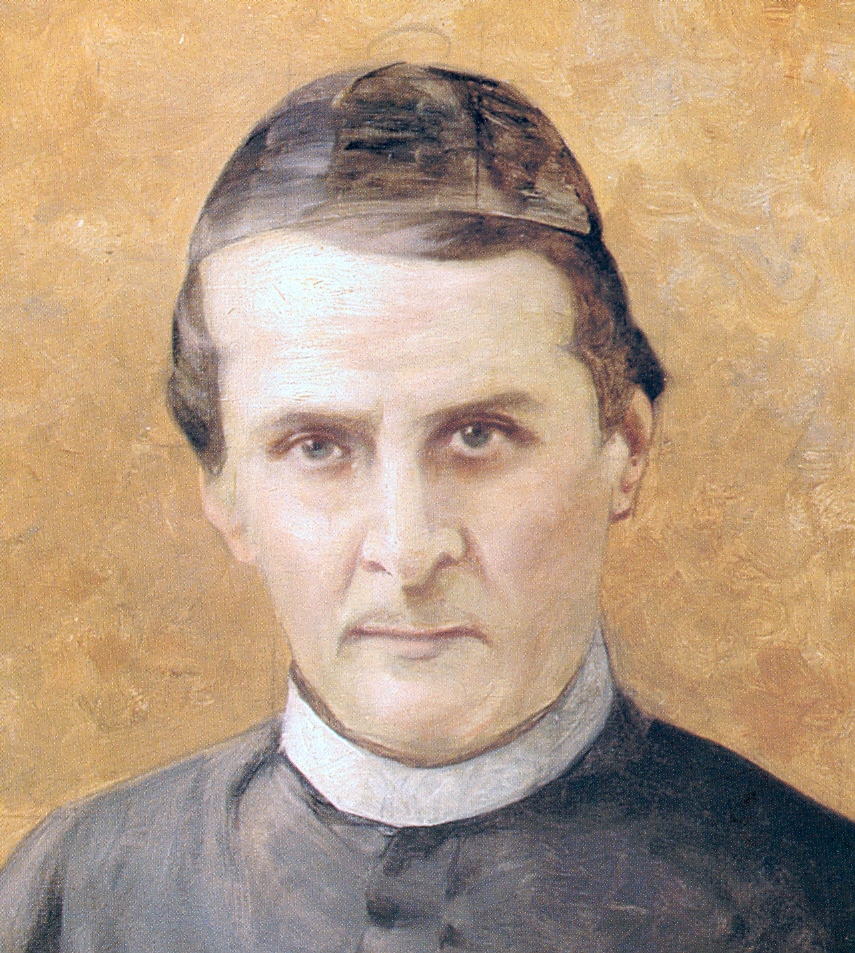
El sacerdote y educador Bartolomé Herrera, líder de los conservadores, presidió el Congreso de 1860.

La comisión para la elaboración del proyecto de reforma constitucional estuvo integrada por Antonio Arenas, José Nicolás Rebaza, José María Pérez, Ángel Ugarte, José María Jaúregui, Julián Sandoval y Pedro José Calderón. Se produjeron grandes debates, sobre todo en lo que respecta a la abolición de la pena de muerte, de los fueros personales de la libertad de cultos, de la duración de las juntas departamentales y de la obediencia militar. Como líder de los conservadores se hallaba nuevamente el veterano Bartolomé Herrera, que presidió el Congreso. En el bando liberal se notó la ausencia de los hermanos Gálvez. Pedro Gálvez se había puesto al servicio del gobierno y se hallaba en misión diplomática en el extranjero; José Gálvez, convertido en un acérrimo opositor de Castilla, andaba en la clandestinidad conspirando contra el régimen.
La nueva Constitución se promulgó el 13 de noviembre de 1860. No fue ni liberal ni conservadora, sino moderada, razón por la cual no fue de agrado de ninguno de los grupos extremos.
Algunos de los resultados más importantes fueron los siguientes: se restableció la pena de muerte, pero solo para casos de homicidio calificado; se volvió al sistema de votación indirecta; se estableció el funcionamiento de dos cámaras en el Congreso con un carácter de bifurcación fuerte; se modificó los mínimos de edad para ser diputado, 25 años, y para ser senador, 30 años; se respetó las Municipalidades; se prohibió la reelección presidencial y sancionó la primacía de la religión católica, uno de los quiebres seculares más significativos en la historia del Perú. Asimismo, se produjo un cierto retroceso en los mecanismos democráticos de control del ejecutivo; de esta manera, a diferencia de la constitución de 1856 que permitía el veto y las denuncias, esta constitución estipulaba que el presidente no podría ser acusado durante su período, a menos que se tratase de un delito de traición. Por otra parte, se aprobó la ley de ministros el 2 de mayo de 1861, expedida para contener el poder presidencial; sin embargo, no se llegó a promulgar hasta 1862. Esto se dio debido a la gran insistencia del Congreso y fue eliminada en el año 1870. En cuanto a la renovación de las cámaras, se decidió que se diera por tercios y por bienios.
Esta Constitución, más sensata y realista que las anteriores, ha sido la que más tiempo ha regido en el Perú, pues duró hasta 1920.

## Aspecto político. Orden interno

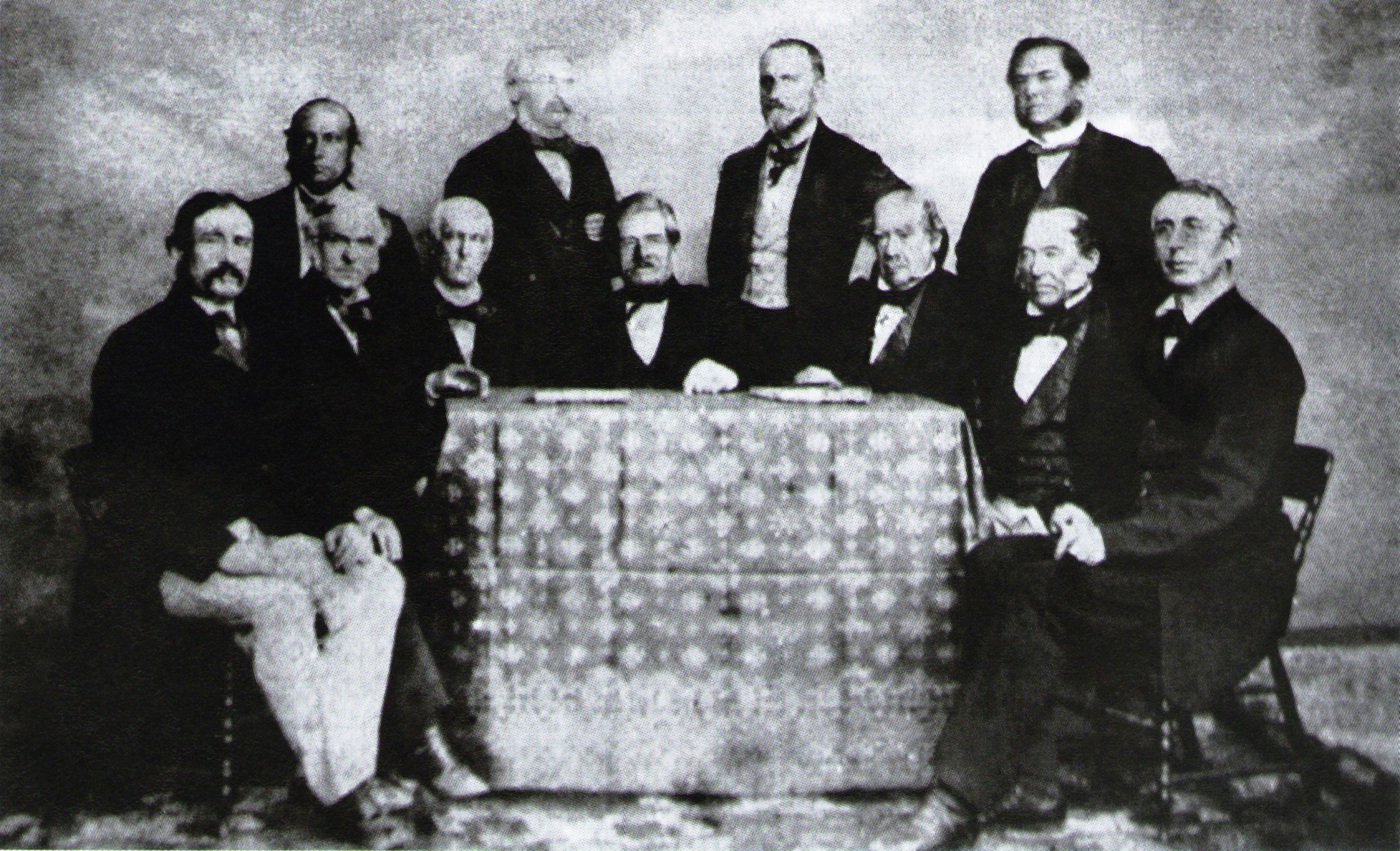
Los Ministros de Ramón Castilla junto con el Presidente de la República del Perú homónimo.

El segundo gobierno de Castilla se desarrolló en un ambiente de relativa tranquilidad, en lo que respecta al orden interno. Hubo libertad de expresión y tolerancia para las discusiones de carácter ideológico. No obstante, no faltaron algunas intentonas subversivas e incluso atentados contra el mandatario.

### El Consejo de Ministros
El segundo gobierno constitucional de Castilla continuó con el mismo Consejo de Ministros de su gobierno provisorio. Es decir, con el general Miguel de San Román (como presidente del mismo y ministro de Guerra y Marina); Manuel Ortiz de Zevallos (Relaciones Exteriores); Manuel Morales (Gobierno); y Luciano María Cano (Justicia e Instrucción).  Ortiz de Zevallos siguió a cargo interinamente  del portafolio de Hacienda hasta el nombramiento de Juan José Salcedo en el mes de diciembre de 1858.
El 15 de marzo de 1859 pasó a ser ministro de Relaciones Exteriores José Fabio Melgar, hermano del poeta Mariano Melgar. Al ser nombrado San Román jefe del Ejército del Sur, los ramos de Guerra y Marina fueron cubiertos interinamente por el canciller Melgar, hasta que fue nombrado nuevo ministro el general Juan Antonio Pezet.
Ante la renuncia Luciano María Cano como ministro de Justicia e Instrucción, ocupó interinamente ese despacho el canciller Melgar, hasta el 31 de agosto de 1859 cuando él mismo pasó a ser el ministro titular. El ministerio de Relaciones Exteriores fue entonces ocupado por el doctor Miguel del Carpio y Melgar, vocal cesante de la Corte Suprema, quien también asumió la presidencia del Consejo de Ministros.
Al estallar la guerra con Ecuador en septiembre de 1859, los ministros Morales y Pezet fueron requeridos para el servicio militar. El canciller Del Carpio se encargó interinamente del despacho de Gobierno y como nuevo ministro de Guerra fue nombrado el general Nicolás Freire.

Miguel del Carpio y Melgar, fue canciller y presidente del Consejo de Ministros de agosto de 1859 a junio de 1860. Era sobrino del poeta Mariano Melgar.

En marzo de 1860 el gabinete ministerial fue reorganizado. Se mantuvo Del Carpio como su presidente y canciller. La distribución de los demás ministerios quedó así: Juan Antonio Pezet (Guerra y Marina); Manuel Morales (Gobierno, Policía y Obras Públicas); Juan José Salcedo (Hacienda); y José Fabio Melgar (Justicia, Instrucción y Beneficencia).
Del Carpio se mantuvo a la cabeza del Consejo de Ministros y de la cancillería hasta su renuncia el 9 de junio de 1860. Se encargó interinamente de la cancillería el ministro José Fabio Melgar, y la presidencia del Consejo de Ministros la asumió el general Pezet.
Entre el 25 de julio y 31 de agosto de 1860, el Consejo de Ministros, encabezado por Pezet e integrado por los ministros Melgar, Morales y Salcedo, se encargó interinamente del Ejecutivo, debido a la herida sufrida por el presidente Castilla en un atentado y ante la incapacidad de asumir el gobierno el vicepresidente Del Mar, por razones de salud.
El 25 de enero de 1862 fue nombrado nuevo canciller el vocal de la Corte Suprema Juan Antonio Ribeyro, que poco después asumió la presidencia del Consejo de Ministros, siendo este el último gabinete del gobierno de Castilla. El último cambio ministerial fue el de Pezet por el general Nicolás Freire.

### Revueltas en provincias
No bien empezó Castilla su segundo mandato constitucional, cuando se produjeron rebeliones en Ayacucho, Cuzco, Arequipa, Huancavelica y Cajamarca, lugar este último donde opositores del gobierno, encabezados por el italiano Luis Ghilardi, dieron muerte al prefecto del departamento, general Varea.

### Gobierno interino de Juan Manuel del Mar

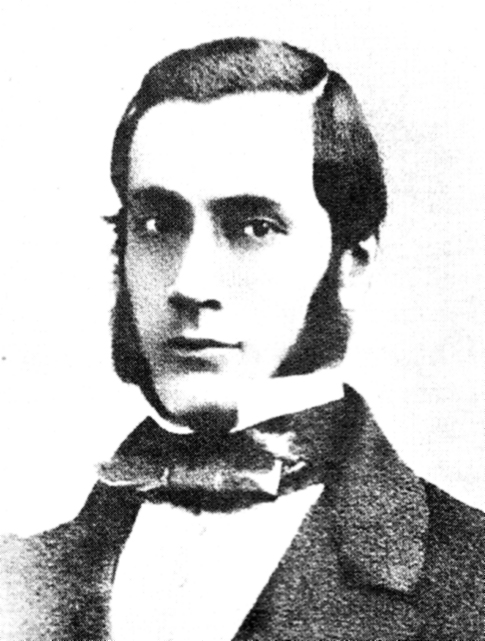
Juan Manuel del Mar, vicepresidente de la República, se encargó del Ejecutivo durante la ausencia de Castilla en la campaña de Ecuador.

Durante la ausencia de Castilla por motivo de la campaña militar al Ecuador, fue interinamente reemplazado en el mando por el vicepresidente Juan Manuel del Mar, de 29 de septiembre de 1859 a 22 de marzo de 1860. Ya de retorno, Castilla acusó a Del Mar el haber aprovechado su ausencia para gobernar a sus espaldas en alianza con sus enemigos políticos, a quienes señaló como aquellos que le habían rechiflado en las calles al retornar al Perú. Desde entonces, Castilla guardó rencor hacia Del Mar, a quien llamaba despectivamente como el «hijo de escribano», según cuenta Juan Antonio Pezet en sus memorias.

### Atentados contra Castilla
Pese a que la oposición se hallaba prácticamente sometida, un grupo de liberales que quedaban en Lima tramaron varias conjuras contra Castilla. El 25 de julio de 1860, mientras Castilla se hallaba conversando con un señor apellidado Calmet en la esquina de la Plaza Mayor de Lima con la calle Arzobispo, un embozado a caballo se le acercó y le disparó con una pistola de dos cañones, logrando herirle en el brazo, y aún trató de darle otro disparo apuntándole directamente al rostro, pero el arma se le trabó. Este atentado fue muy misterioso. Unos días antes, el argentino Jorge de Tezanos Pinto, que formaba parte de la alta sociedad limeña, había advertido a Castilla de un atentado en su contra, a lo que el presidente no dio importancia. Pero una vez ocurrido ello, Castilla llamó a Tezanos para que le dijera cómo se había enterado. El argentino se negó a responder, por lo que fue apresado y enjuiciado. Otro hecho lamentable le ocurrió al único testigo que vio el rostro del tirador embozado: un desconocido le arrojó vitriolo en la cara, dañándole los ojos, presumiblemente para que no identificara al criminal. El arma, que había sido abandonada por el tirador y que formaba parte del expediente, fue sustraída del juzgado que lo guardaba. Nunca se llegó a aclarar este caso.
Castilla tuvo que dejar momentáneamente el mando mientras se recuperaba de su herida. El vicepresidente Juan Manuel del Mar se excusó de reemplazarlo, aduciendo enfermedad. Durante 35 días, hasta el 31 de agosto de 1860, se hizo cargo del gobierno el Consejo de Ministros presidido por Juan Antonio Pezet e integrado por José Fabio Melgar, Manuel Morales y Juan José Salcedo.
Unos meses después, hubo otro atentado contra Castilla. En la madrugada de 28 de noviembre de 1860, varios civiles armados y una parte del batallón Lima (que fue sacado de su cuartel con engaños) atacaron el domicilio del presidente situado en la esquina de las calles Divorciadas e Higuera (actuales cuadra 6 de jirón Carabaya y cuadra 2 de jirón Cuzco). Este motín fue tramado por un grupo de liberales, entre los que se hallaban Ricardo Palma y Manuel María Rivas, y su propósito era victimar al mandatario. Parte de la tropa logró ingresar a la casa de Castilla, que quedó así acorralado. Pero en esa misma calle vivía el coronel Pablo Arguedas (el mismo que había disuelto la Convención Nacional en 1857), quien, al oír los disparos, salió al balcón y llamó a la calma a la tropa, advirtiéndoles que habían sido engañados. Esto produjo incertidumbre entre los soldados y, sumado a la llegada de un contingente para repeler a los revoltosos, hizo que se desbaratara el motín. Murieron dos oficiales rebeldes. Otro de los cabecillas implicados, José Gálvez, que se hallaba en una esquina esperando el resultado del ataque, huyó y se refugió en la legación de Chile, pasando luego al destierro.

### El asunto de la expatriación de Echenique

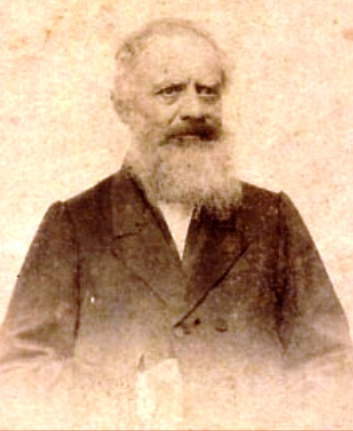
El expresidente José Rufino Echenique, conspiró entre 1855 y 1861 contra el gobierno de Castilla. Cuando intentó ingresar clandestinamente al Perú en 1861 fue apresado y juzgado; finalmente fue expatriado.

El expresidente José Rufino Echenique, después de haber sido derrocado en 1855, había partido al destierro con dirección a los Estados Unidos, donde publicó un manifiesto. Pero no se quedó tranquilo ante las acusaciones que le hacían desde el Perú, y entre 1855 y 1861 estuvo en continua actividad conspiradora, con el apoyo de sus leales partidarios y de los enemigos de Castilla. Unos capitalistas llegaron a ofrecerle apoyo en armas, hombres y dinero a cambio de que les prometiera pagarles con el guano de las islas Chincha, oferta que rechazó.
Echenique, en su búsqueda de ayuda para realizar sus planes golpistas, se entrevistó en Oruro con el dictador boliviano José María Linares, su amigo, que le ofreció invadir el Perú y ocupar Puno, al mismo tiempo que estallaba una rebelión a su favor en Arequipa. Echenique rechazó la oferta, pues solo deseaba el apoyo en armas y otros elementos de guerra y no la intervención de otro país. Asimismo, luego de la derrota de la revolución vivanquista y de la ruptura de Castilla con los liberales, hubo muchos militares y políticos que quisieron aliarse con Echenique. Pero este, conservador acérrimo, rechazó la ayuda de los liberales, y del lado de los vivanquistas solo aceptó el apoyo del caudillo arequipeño Domingo Gamio, que le ofreció levantar a Arequipa en su nombre. Pero llegado el momento, ello no ocurrió.
Echenique decidió entonces abandonar Bolivia y trasladarse a Chile. Ante el llamado insistente de sus partidarios de Lima, decidió trasladarse ocultamente hacia el Perú, a bordo el vapor Bolivia, aunque no muy convencido de lo acertado de esta decisión. Llegado al Callao, alguien delató su presencia y el vapor fue registrado minuciosamente, siendo finalmente descubierto y apresado. Se le confinó en un pontón frente a la isla de San Lorenzo. El gobierno lo acusó de conspirador, pero la esposa de Echenique se presentó ante el Congreso y adujo que su marido había regresado con el propósito de solicitar a la justicia que se le abriera juicio de residencia. El Congreso dio entonces una resolución para que la Corte Suprema aperturara dicho juicio (30 de abril de 1861), decisión que molestó a Castilla, que insistió en que Echenique debía ser juzgado ante todo por conspirador. Fue efectivamente juzgado bajo ese cargo pero terminó siendo absuelto. Castilla ordenó entonces que fuera embarcado en un barco de guerra y expatriado, pero varios oficiales de la marina se rehusaron comandar esa nave, lo que conmovió al país. Muchos se solidarizaron con el expresidente Echenique y criticaron severamente a Castilla. Finalmente, se encontró a un oficial dispuesto a comandar la nave y Echenique partió, una vez más, al destierro (agosto de 1861). A partir de entonces dejó de conspirar y esperó el término legal del gobierno de Castilla para regresar al Perú y limpiar su nombre.

## Política económica

### Elboomguanero. Problemas con los consignatarios
Hacia 1858, los gastos del Estado habían aumentado considerablemente a causa de la revolución de Vivanco y sus efectos, además de diversos conflictos de carácter internacional. Más aún, las deudas de la manumisión y de los empréstitos y suministros al ejército durante el combate de 1854 también generaban un peso sobre el gobierno. Había inflación presupuestal y un excedente de empleados. Sin embargo, estos gastos incrementados pudieron ser cumplidos gracias a la renta que en ese entonces producía el guano. En 1855, el precio del guano en mercados europeos llegó a ser 13 libras esterlinas por tonelada.
En 1857 se batieron todas las marcas en la venta del guano: este llegó a representar el 83 % de todos los ingresos estatales. El guano se convirtió prácticamente en el único sostén del Estado. Empezaron entonces los problemas con los consignatarios, que obtenían grandes ganancias. Estos adelantaban empréstitos al Estado a cuenta del guano que explotarían en el futuro, con altos intereses. Además, se les acusaba del cobro indebido de comisiones de fletamento, simulación de ventas, inexactitud en los precios consignados, entre otras cosas que llevarían a una gran pérdida para el Perú.

### El problema de la deuda de la Consolidación
La deuda consolidada y trasladada por el gobierno de Echenique era también un problema. Se promulgó el 2 de enero de 1857 la ley de la Convención Nacional, que mandaba continuar la amortización de los vales de consolidación emitidos hasta el 20 de abril de 1851. En abril de 1857, dado que la ley mencionada dificultaba la circulación de los vales de la deuda pública, la Convención aprobó otra que señalaba normas para el pago de los intereses de la deuda consolidada y trasladada- esta debía tener desde 1858 el cinco por ciento anual del fondo de amortización. 

### Surgimiento de la burocracia estatal. La clase rica emergente
Hacia 1860 el Perú importaba sus productos por un valor de 35 millones de pesos e importaba 15 millones. Además, continuaba pagando las deudas del gobierno anterior. El estado pudo recuperar más del sesenta por ciento de las ganancias en estas exportaciones, triplicando sus gastos presupuestales a veinte millones de dólares. Es así como surgió el desarrollo de una burocracia moderna estatal. Sin embargo, paralelamente el gobierno incurría en gran déficit presupuestario financiado por empréstitos extranjeros a quienes se les garantizaba guano. En este proceso se formaban las clases emergentes en Lima, que se consolidaba como el foco económico y político del Perú. Se empezó a imitar la moda europea  y se incrementó la inmigración extranjera. En 1857, más de la mitad de la población de Lima estaba conformada por extranjeros.

## Política educacional

### El Reglamento de Instrucción Pública de 1855

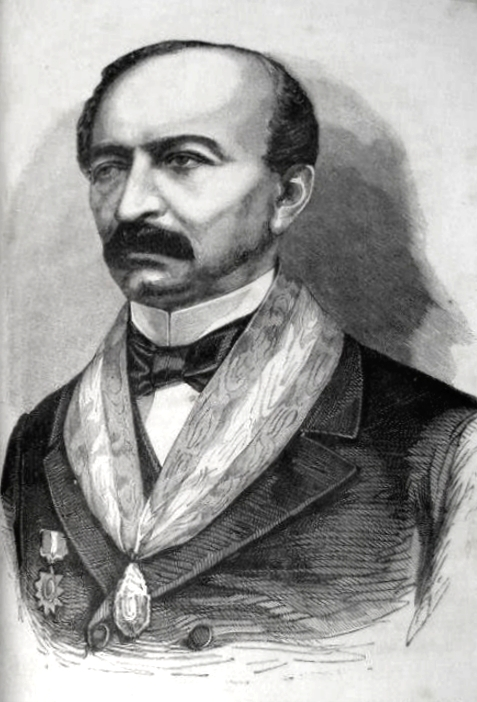
Manuel Toribio Ureta, ministro de Relaciones Exteriores e Instrucción Pública, refrendó el Reglamento de Instrucción Pública de 1855.

El presidente Castilla y su ministro Manuel Toribio Ureta, refrendaron el 7 de abril de 1855 un Reglamento de Instrucción Pública, el segundo que tuvo la República, pues el primero había sido dado en 1850, en el primer gobierno de Castilla. Este nuevo Reglamento, que fue expedido sin ningún concurso de organismo técnico, se mantendría vigente hasta el gobierno de Manuel Pardo y Lavalle cuando se dio otro Reglamento (1876).
El Reglamento de 1855 estructuró el sistema educativo, poniéndole bajo una Dirección General de Estudios, dependiente del ministerio respectivo (entonces el de Relaciones Exteriores e Instrucción Pública). De esa manera se centralizó el ramo educacional. Comisiones especiales del ramo se formaron en los departamentos, provincias y parroquias, encabezadas por prefectos, subprefectos o síndicos. La instrucción pública se dividió en tres grados: la popular, la media y la superior, quedando claramente definida cada una, desterrándose así la indefinición entre educación media y superior que había sido tolerada por el anterior Reglamento de Instrucción.
Este sistema educativo era un régimen completamente centralizador, ya que el Congreso votaba el presupuesto escolar y decidía detalles como dónde debía existir cada escuela. Se resaltó la incapacidad de las Cámaras del Congreso para organizar coherentemente los recursos destinados a las escuelas. Además, existía una importante falta de autoridades capacitadas que se encargaran de la administración de la educación pública, pues las comisiones las encabezaban autoridades políticas.

### La educación popular
Dentro de la educación popular, se abarcaba cuatro ramas:
- Las escuelas de primeras letras, que eran las que brindaban la educación primaria o elemental.
- Las escuelas de artes y oficios, cuya labor era dar una adecuada instrucción a los artesanos e industriosos.
- Las escuelas de infancia, que cuidaban niños pobres de 3 a 6 años, equivalente a la actual educación inicial, pero restringida a la educación física y a la formación espiritual.
- La escuela normal o sea la que formaba a los profesores, que debía establecerse en la capital y ser modelo de las escuelas de primeras letras.

La instrucción popular o primaria se declaró obligatoria a partir de los siete años, y para asegurar que esto se mantuviera, se declaró gratuita para los pobres. Debería de extenderse con carácter masivo y cumplir con la disposición constitucional que garantizaba su gratuidad. Se dispuso la construcción de locales escolares, pero no se dieron los medios necesarios para realizarlo, quedando buena parte de esta reforma en el papel. 

### La educación media o secundaria
En cuanto a la educación media, el Reglamento de 1855 acabó con la indefinición que había entre educación media y superior. A partir de entonces, la media solo daría una educación general intensa. Tenía dos propósitos: primero, que los estudiantes se prepararan adecuadamente para los estudios superiores; y segundo, estaba orientado para ser la base de la formación en carreras liberales, es decir, abogacía y medicina.
Comprendía siete años de estudios: un año para revisar los conocimientos de primaria, y los años restantes netamente de materias liberales, con asignaturas obligatorias y electivas. Predominaba la orientación formalista y literaria. Abarcaba los cursos de religión, las lenguas latina, griega, inglesa y francesa, matemáticas, elementos de ciencias naturales y filosofía, literatura castellana y artes de ornato. El requisito para la instrucción media era haber dominado en la escuela primaria la escritura, gramática, aritmética y religión. Era gratuita para los pobres en los colegios nacionales.
El Colegio Guadalupe fue nacionalizado por decreto de 7 de abril de 1855 y dejó desde entonces de proporcionar educación superior, dedicándose solamente a dar instrucción media o secundaria. Se convirtió en el modelo de colegio secundario para toda la República y mantuvo desde entonces la calidad de ser el primer colegio nacional del Perú.
Para dar educación secundaria, funcionaba en Lima el Colegio de los Sagrados Corazones Belén, fundado en 1849 por unas religiosas francesas. Era un colegio privado y destinado a la clase alta, en una época en que recién empezaba la preocupación por dar instrucción a las niñas. Era también el único colegio de carácter oficial destinado a las mujeres en Lima. El antiguo Colegio del Espíritu Santo para niñas había ya dejado de funcionar.
En cuanto al rubro de la infraestructura, se reinstaló el colegio de Chuquibamba (Arequipa), que adoptó el nombre de San Luis Gonzaga (1861); se reorganizó y reabrió el antiguo colegio de Artes y Ciencias de Cajamarca, que pasó al nivel secundario y adoptó el nombre de San Ramón (1859); se inauguraron los colegios de San José de Chiclayo (1859) y San Nicolás de Huamachuco (1860); se fundaron los colegios de Educandas de Ayacucho (Nuestra Señora de las Mercedes), Huancavelica y Moquegua (1861); y los colegios de Coracora (1861), San Ramón de Tarma (1858), San José de Jauja (1861), San Juan de Chota (1861), La Independencia de Tacna (1861), el de Tarapacá (1862) y el de Urubamba (1861). Fueron reorganizados todos los colegios, se les dio reglamentos especiales a algunos, se refaccionaron varios locales, como el del Colegio Guadalupe en Lima, y se aumentaron las rentas de otros más.

### La educación superior

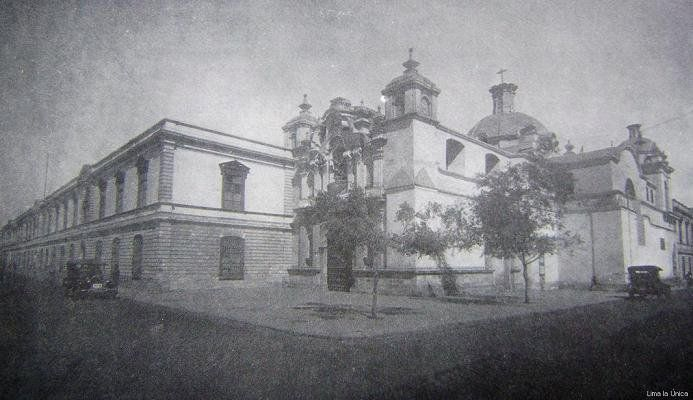
Casona de San Marcos, local donde funcionó hasta 1866 el Convictorio de San Carlos. Actualmente es la sede del Centro Cultural de la Universidad de San Marcos.

Respecto a la educación universitaria, esta se llevaba a cabo en 
universidades e institutos técnicos. La Universidad de San Marcos en Lima era considerada la de mayor jerarquía frente al resto de universidades ubicadas en provincias. 
La Universidad de San Marcos se había quedado estancada como en la época colonial y solo se limitaba a otorgar grados universitarios. La reforma para adecuar la educación superior a los progresos del siglo lo había empezado el Convictorio de San Carlos regido por Bartolomé Herrera entre 1842 y 1851, mismo papel de avanzada que desempeñó el Colegio Guadalupe antes de quedar restringido a otorgar solo educación secundaria.
Con el Reglamento de 1855, empezó un proceso de renovación de la Universidad de San Marcos, para darle una orientación profesionalista y autonómica, aunque tardaría años en consolidarse. Se consideró que la Universidad era un todo orgánico constituido por cinco Facultades:
- Teología
- Medicina
- Jurisprudencia
- Filosofía y Letras
- Ciencias Naturales y Matemáticas.

Se dispuso que los antiguos colegios mayores o autónomos, por corresponder a esas facultades, se incorporasen a la Universidad. Ellos eran los siguientes:
- Convictorio de San Carlos (Humanidades y Derecho).
- Colegio de la Independencia o de San Fernando (Medicina).
- Seminario de Santo Toribio (Teología).

Hubo mucha oposición para implementar esta reforma. Ni la Universidad de San Marcos ni el Convictorio de San Carlos la aceptaron plenamente y se aferraron a sus antiguos privilegios. También se resistió el Seminario de Santo Toribio. En lo que respecta al Colegio de Medicina, este no tuvo inconveniente en integrarse plenamente a la Universidad de San Marcos como Facultad, siendo nombrado decano de ella el ya experimentado Cayetano Heredia (1856). Solo años después, en 1866, se completó la reforma, y el Convictorio de San Carlos se convirtió en la Facultad de Jurisprudencia, actual Facultad de Derecho y Ciencia Política de la Universidad de San Marcos. 
La Universidad de San Marcos quedó reafirmada como la de mayor jerarquía de toda la República, mientras que el resto de las universidades de las principales ciudades del interior (Trujillo, Huamanga, Arequipa y Cuzco) eran consideradas menores. Su gobierno interno quedó a manos de una Junta Universitaria.
Por ley de 29 de agosto de 1856 dada por la Convención Nacional, se creó la Universidad de Puno que se instaló en 1859 en la sede local del Colegio Nacional de San Carlos. Adoptó el nombre de San Carlos Borromeo. Tanto la universidad de Puno como la de Huamanga fueron virtualmente cerradas en 1876 debido a la crisis económica y solo serían reabiertas a mediados del siglo XX.

### La Escuela Normal Central
El anterior gobierno de Echenique había contratado al español Francisco Merino Ballesteros para que organizara la Escuela Normal Central, o sea la destinada a formar a los profesores varones. Ballesteros llegó en 1854 y debido a una serie de inconvenientes, la apertura de la escuela se fue prorrogando, hasta que llegó el cambio de gobierno de 1855. El mismo Ballesteros contribuyó a esa demora al resistirse a dar un proyecto de reglamento de la Escuela y a depender de la Dirección General de Estudios del Ministerio. El gobierno de Castilla fijó el 8 de enero de 1858 como la fecha de la inauguración y ante la negativa de Ballesteros de acatar lo dispuesto, se le rescindió el contrato. Como nuevo director fue nombrado Miguel Estorch, cuyo proyecto de reglamento fue aprobado el 23 de marzo de 1859. La Escuela fue inaugurada el 1 de junio. Su sede estaba en el antiguo edificio de la aduana, en la calle de San Martín, actual cuadra 5 del jirón Antonio Miró Quesada. Estorch, además de ejercer la dirección, escribió diversos libros para la enseñanza del plantel.
Entre los profesores de la Escuela Normal destacó José Granda, ingeniero, científico y matemático, natural de Camaná. Escribió diversos libros o manuales para la enseñanza. En 1860 reemplazó interinamente a Estorch en la dirección de la Escuela.
Por ley de 23 de febrero de 1861 se declaró al profesorado como carrera pública. Los profesores de universidades, institutos y colegios recibieron los beneficios de la jubilación y montepío, más no los profesores de escuela primaria.

### La Escuela de Artes y Oficios
Una ley dada en 1849, bajo el primer gobierno de Castilla, había ordenado crear en cada capital de departamento y provincia una Escuela de Artes y Oficios. No se principió su cumplimiento sino hasta octubre de 1860, cuando Castilla ordenó habilitar un local en Lima para dicha Escuela, siendo elegido como su sede el antiguo edificio del Colegio Real (que también había sido sede de un cuartel), actualmente en la cuadra 6 del jirón Áncash. Se le equipó debidamente con las máquinas, herramientas y utensilios para las diversas especialidades. Su dirección se encomendó a Julio Jarrier, que había fundado y dirigido un plantel similar en Chile.

## Política vial y comunicaciones
Castilla continuó los grandes avances logrados en su primer gobierno en cuanto a las obras viales que interconectaban a las provincias. Asimismo, trajo al Perú los últimos progresos del siglo en materia de comunicaciones, entre los cuales destaca el telégrafo.

### El ferrocarril de Lima a Chorrillos
Una ley dada bajo el primer gobierno de Castilla había autorizado la construcción del ferrocarril de Lima a Chorrillos (1851). La concesión fue otorgada a la Casa Barreda, que la traspasó al millonario Pedro González de Candamo. Las obras empezaron en 1856 y culminaron en noviembre de 1858. Fue el segundo ferrocarril de Lima y el tercero del Perú (antes ya existían el ferrocarril de Lima a Callao y el de Tacna a Arica). Su estación en Lima estaba en el antiguo convento de la Encarnación. Esta obra ferroviaria ayudó al crecimiento de los balnearios de Chorrillos y Barranco.

### Obras viales en provincias
En cuanto a la política vial, Castilla, siendo muy conocedor de la geografía nacional, consideró la apertura de caminos como uno de los problemas básicos de la nacionalidad ya desde su primer gobierno de 1845-1851, en la que hizo varias obras resaltantes. Bajo su segundo gobierno podemos resaltar el inicio de la vía Iquique-La Noria que se dio inicio en 1860. Además, a iniciativa suya se plantean los ferrocarriles Lima-Jauja e Islay-Arequipa, ejecutados a la larga. Muchos caminos y puentes, entre ellos la primera vía hacia la Amazonía fueron obra suya. 

### Obras en el Callao y en otros puertos
Progreso notable en materia portuaria fue la construcción de muelles: el muelle y el dique flotante del Callao (este último lanzado al mar en 1866), el muelle de Chorrillos (entonces criticado por considerársele de nulo valor económico), el muelle de Pisco (que fue la primera estructura metálica construida en el Perú). También se construyeron muelles en Arica, Paita y otros puertos.

### Implantación del telégrafo
El gobierno, por decreto de 6 de marzo de 1857, otorgó el contrato de exclusividad al empresario Augusto Goné para la  instalación del servicio telegráfico entre Lima y Callao y entre Lima-Cerro de Pasco. Solo empezó a funcionar la primera a partir de 23 de abril de 1857. Fue la primera línea telegráfica establecida en Sudamérica. El contrato finalizó en 1867. El servicio pasó entonces a propiedad nacional y fue puesto a remate.

### Mejora del servicio postal
Un servicio bien organizado de la circulación de correspondencia siempre es necesario dentro de un territorio nacional y en eso se enfocó el gobierno de Castilla. Por decreto supremo de 19 de octubre de 1857 se mejoró el sistema de correos estableciéndose el franqueo con estampillas o sellos de correo. Hasta entonces solo se calculaba el porte de acuerdo a la distancia, pagándose en efectivo. Los primeros sellos de correo fueron de media onza color azul y una onza color rojo, con la imagen de un vapor y su valor impresos.

### El primer mapa y la primera Geografía del Perú
Por otro lado, durante este gobierno se creó el primer mapa y el primer tratado de Geografía del Perú. Esta obra se dio inicio bajo el mando de Mateo Paz Soldán y fue finalizada por su hermano, Mariano Felipe Paz Soldán, ambos geógrafos. Ambos volúmenes del primer tratado de Geografía, un mapa y un atlas del Perú se editaron en París en 1862. El presidente Castilla, decretó el 23 de mayo que se imprimiera por cuenta del Estado la obra producida por los hermanos Paz Soldán.

## Política naval y defensa

### El viaje alrededor del mundo de la fragataAmazonas

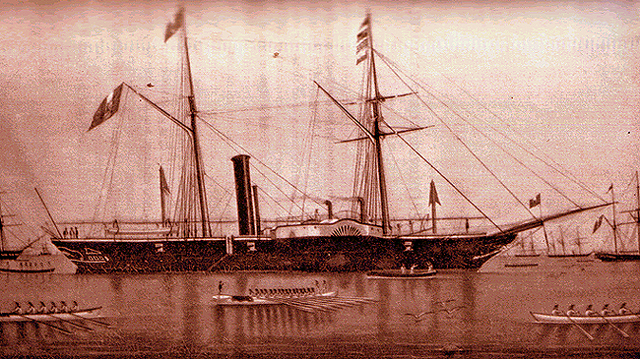
La fragata Amazonas (1865).

Durante la revolución de Vivanco, la fragata Amazonas efectuó un viaje alrededor del mundo. Partió del Callao el 26 de octubre de 1856, al mando de José Boterín. Cruzó el Pacífico, bordeó la costa de China, cruzó el estrecho de Singapur, llegó a Calcuta donde permaneció cuatro meses en reparaciones; luego circunnavegó la costa oriental y sur de África, dobló el Cabo de Buena Esperanza, se dirigió al norte, arribó a la isla de Santa Elena, pasó cerca de las islas Azores, hasta llegar a Europa, anclando en Londres. Después puso rumbo a América del Sur; se dirigió a Río de Janeiro, siguió más al sur hasta doblar el estrecho de Magallanes, y continuó hacia las costas de Chile, deteniéndose en Talcahuano, de donde llegó al Perú, tocando Arica, y finalmente, al Callao, donde arribó el 29 de mayo de 1858. Navegó más de 40.000 millas en 308 días y permaneció 272 días en puerto. Esta fue la primera travesía de esta naturaleza realizada por un navío sudamericano.

### Fortalecimiento de la Marina de Guerra
Castilla se preocupó por colocar a la marina en un alto nivel. De esta manera, el Perú tuvo dos buenas fragatas de guerra: Amazonas y Apurímac, además de los barcos armados Loa, Tumbes, Ucayali, Sachaca, Huaráz, Guise y otros tantos transportes. Asimismo, se mejoró el armamento del ejército, en sus tres campos: la infantería, la caballería y la artillería, adecuándola a la técnica moderna. Se envió a Europa al coronel Francisco Bolognesi para la compra de cañones rayados, fusiles y otros implementos bélicos. Por otra parte, se reorganizó el Colegio Militar, orientándose a la preparación de ingenieros militares y civiles. También se introdujo las brigadas de zapadores en el ejército..

## Reivindicación de la Amazonía

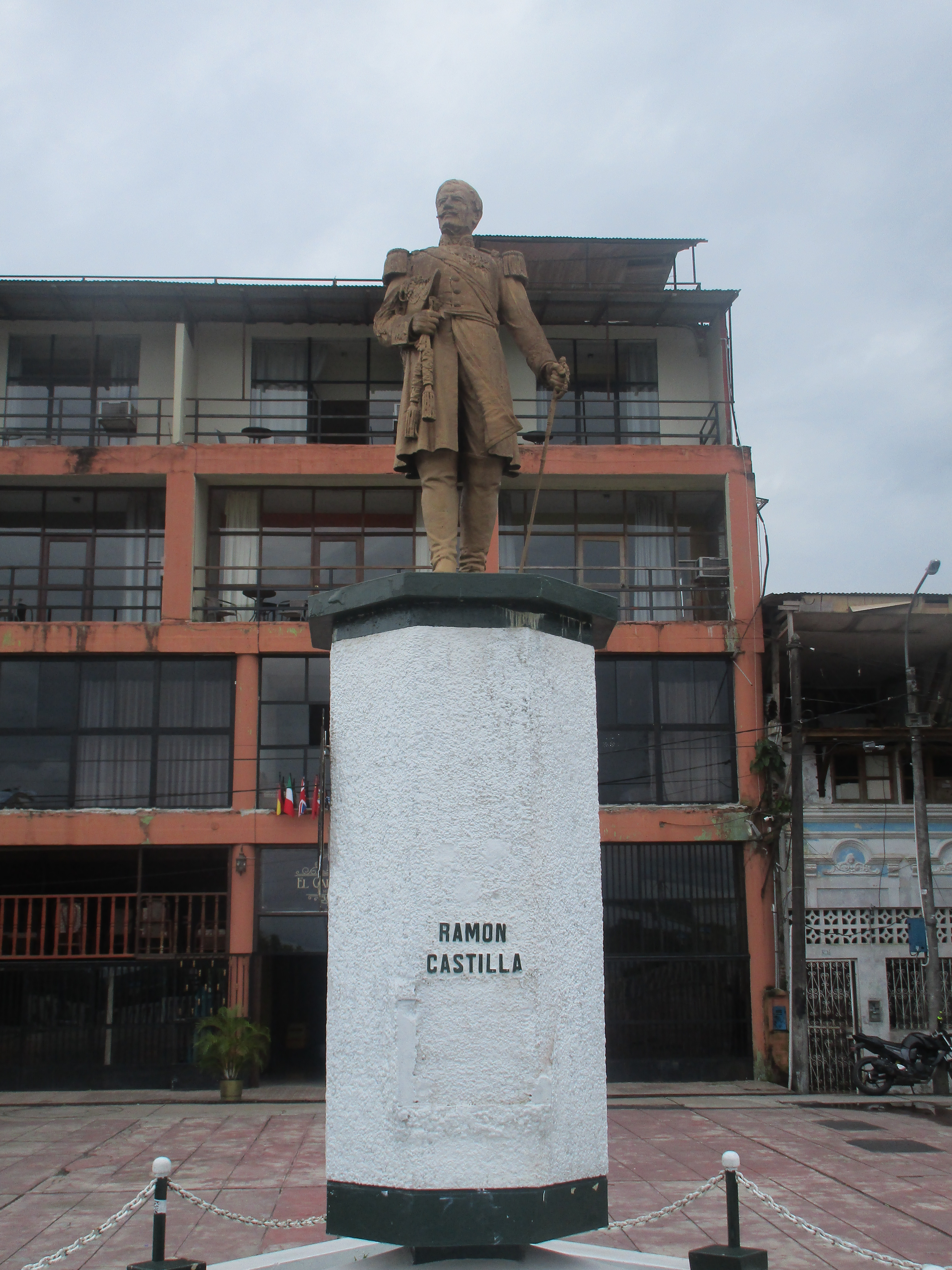
Estatua en honor a Castilla en la plaza homónima ubicada en Iquitos, ciudad que se benefició enormemente de sus políticas.

### Convención Fluvial con Brasil (1858)
Castilla se mostró interesado por el desarrollo de la Amazonía peruana, continuando así la política que iniciara en su primer gobierno. Para ello era de vital importancia obtener de Brasil la libre navegación por el río Amazonas y lograr así una salida al Océano Atlántico, ya que la Convención de Comercio y Navegación de 1851 firmada por el gobierno anterior con Brasil no había otorgado ese beneficio al Perú.
Después de una lenta y laboriosa negociación diplomática, el Perú consiguió su objetivo, firmando con Brasil una Convención Fluvial (22 de octubre de 1858). Quedó así establecida la libre comunicación entre ambos países, tanto por vía terrestre como fluvial, y se exoneró de impuestos al tránsito de las personas y equipajes por la frontera, quedando sujetos únicamente a los reglamentos fiscales y de policía de ambos países. Fue ratificada y canjeada en 1859.

### Medidas para el desarrollo de la Amazonía
Conseguida la libre navegación en el Amazonas, Castilla se preocupó por el desarrollo de la región para lo cual dio las siguientes medidas:
- Por ley de 2 de enero de 1857 se creó la Provincia Litoral de Loreto.[79]
- Por decreto de 7 de enero de 1861 se creó el Departamento Marítimo y Militar de Loreto[79] y se ordenó que se construyeran allí una escuela náutica, factorías y otros establecimientos navales.[80]
- Se compró una flotilla fluvial compuesta por los buques Morona, Pastaza, Napo y Putumayo para que patrullaran los ríos amazónicos, especialmente de la antigua Capitanía General de Maynas.[80]
- Se eligió a Iquitos como el lugar del departamento de Loreto para construir un apostadero fluvial y un dique, y para ser la sede de la Comandancia General de Marina. Iquitos, hasta entonces una ranchería o aldea de cabañas de apenas 400 habitantes, empezó a desarrollarse hasta convertirse en una ciudad importante del oriente peruano, verdadera hazaña humana creada en medio de la selva.[81]

## Obras públicas

### Fundación de la Dirección de Obras Públicas
El 3 de marzo de 1860 se creó la Dirección de Obras Públicas, como entidad encargada de centralizar e impulsar dichos trabajos relacionados con el progreso urbano e industrial del país. Se dispuso también la creación de juntas de obras públicas en las capitales departamentales y provinciales; inmediatamente subordinados a ellas quedaban los ingenieros de esas localidades. El primer director de obras públicas fue Mariano Felipe Paz Soldán.

### Inauguración del alumbrado a gas en Lima
En 1855 se culminó la instalación del alumbrado a gas en Lima, cuyo contrato se había firmado en 1851, durante el primer gobierno de Ramón Castilla. La inauguración de ese servicio se realizó solemnemente el 6 de mayo de 1855, con la presencia del presidente Castilla. Primero se iluminó el balcón de Palacio y luego los faroles de la Plaza, ante el entusiasmo de los espectadores, que en masa se reunieron para contemplar dicho acontecimiento. La capital del Perú se convirtió así en la primera ciudad de Sudamérica que tuvo tal iluminación.

### Servicio de agua potable en Lima
En 1855 se firmó un contrato con Manuel Mariano Basagoitia para dotar a Lima del servicio de agua potable. Las cañerías de fierro se empezaron a instalar en 1857. Para los que no contaban con ese servicio de agua, estaban disponibles las 17 pilas y 10 pilones públicos, así como las que había en los monasterios, conventos, hospitales, beaterios y colegios. Otra opción era comprarla a los aguadores ambulantes, que cobraban medio real por dos barriles pequeños o pipas.

### La Penitenciaría de Lima

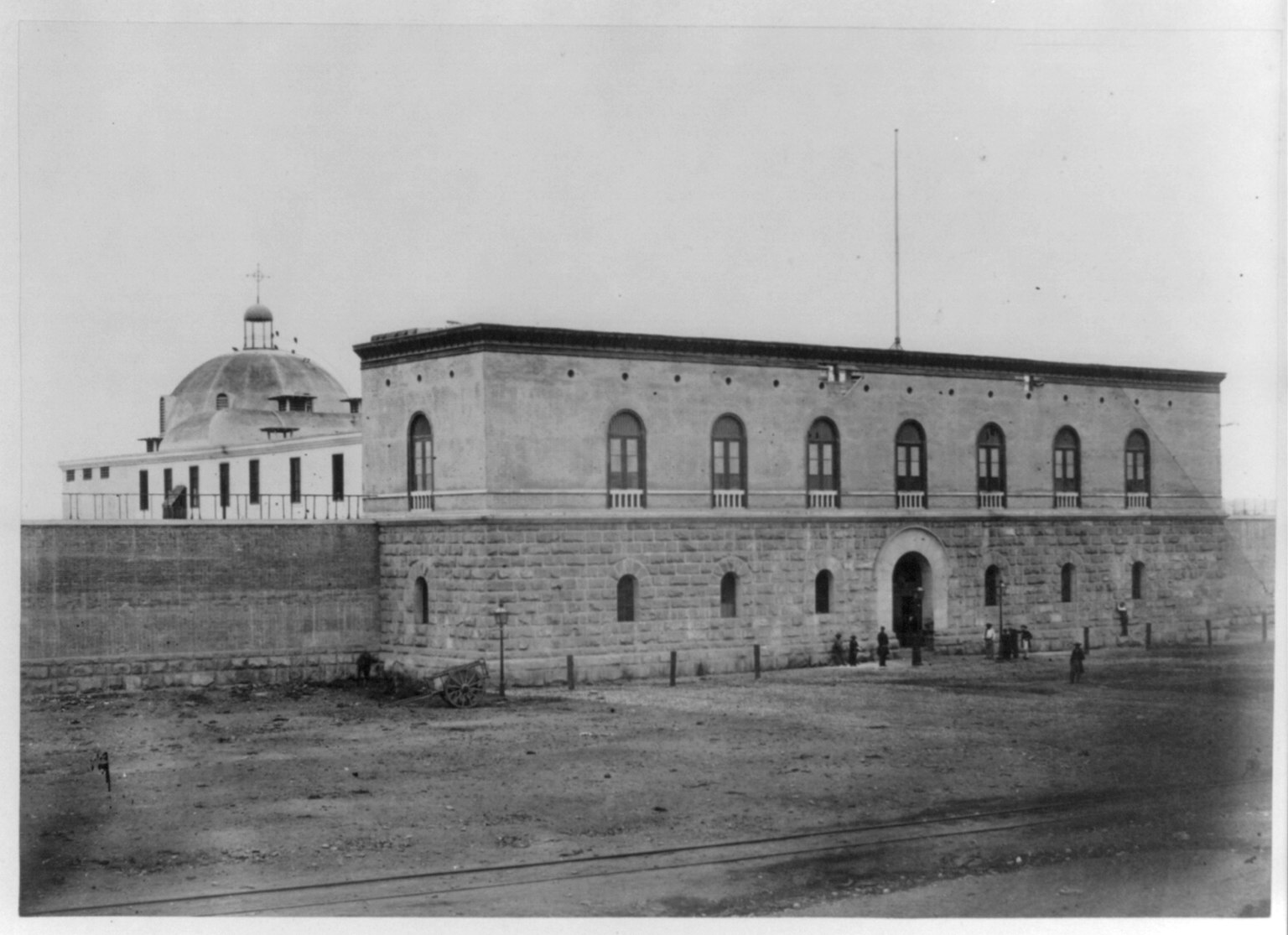
Edificio de la Penitenciaría de Lima, considerado el más sólido de la capital. Foto de 1868.

El país carecía hasta entonces de un sistema carcelario moderno. Ya desde antes, el presidente Echenique había decidido encarar el asunto y comisionó a Mariano Paz Soldán, que entonces ejercía como diplomático en los Estados Unidos, para que hiciera una investigación al respecto. Paz Soldán publicó su informe en 1854. Ya bajo el gobierno provisorio de Castilla, se optó por construir un edificio tipo panóptico, al sur de la ciudad, cerca a la puerta de Guadalupe (ya que por entonces Lima seguía amurallada). Los planos de la obra fueron hechos por el arquitecto suizo Michele Trefogli y el ingeniero estadounidense Maximiliano Mimey. La obra empezó el 31 de enero de 1856 y fue el mismo Castilla quien colocó la primera piedra.
Así nació la famosa Penitenciaría Central de Lima, conocida también como El Panóptico, concebida como centro de trabajo y readaptación. Fue inaugurada por el propio presidente el 23 de julio de 1862. Durante mucho tiempo fue el edificio más sólido de la capital. Se mantuvo en pie durante un siglo, y vio pasar por sus celdas a múltiples personalidades, hasta que fue demolida en 1961. Actualmente, ese lugar lo ocupan el Hotel Sheraton y el Centro Cívico de Lima.
Asimismo, se construyeron varios centros penitenciarios en el interior del país.

### Los monumentos a Bolívar y Colón

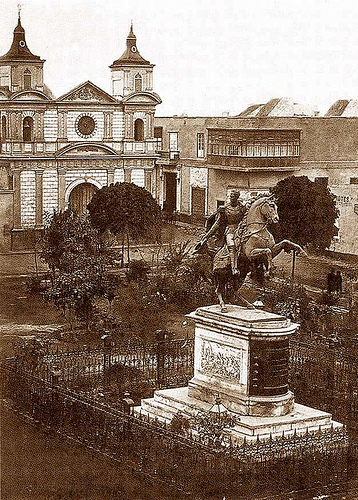
Una vista de la Plaza Bolívar, con el monumento del Libertador. Siglo XIX.

El Congreso de 1825 había ordenado la erección de una estatua del Libertador Bolívar en Lima, siendo el lugar elegido la Plaza de la Inquisición, actual Plaza Bolívar, frente a la cual se halla actualmente la sede del Congreso. El asunto quedó en suspenso hasta que en 1853, el ministro plenipotenciario del Perú en Roma, Bartolomé Herrera, recibió el encargo de mandar a construir la estatua de bronce y su pedestal de mármol. El concurso lo ganó el escultor italiano Adamo Tadolini. Este hizo un molde de yeso y la fundición de la estatua se realizó en Munich, en unos de las fundiciones más prestigiadas del mundo. Luego de un paréntesis motivado por la guerra civil peruana de 1856, la obra se reinició y se concluyó en 1858. La inauguración del monumento se dio el 9 de diciembre de 1859, 35.º aniversario de la batalla de Ayacucho. Es una representación ecuestre del Libertador, con el caballo encabritado y sosteniéndose en sus patas traseras. Bolívar aparece saludando con el sombrero en la mano.
La estatua de Cristóbal Colón había sido encargada por el gobierno de Echenique, pero al llegar al puerto del Callao, quedó abandonada en el depósito del muelle. Gracias nuevamente al empeño de Mariano Felipe Paz Soldán, pudo ser colocada en su lugar destinado, la Alameda de los Descalzos, el 3 de agosto de 1860. Es una obra esculpida en mármol, por el escultor italiano Salvatore Revelli y representa al Descubridor de América junto con una mujer indígena.

## Aspecto jurídico y administrativo

### Creación de los departamentos de Cajamarca, Piura y Loreto
Se crearon dos nuevos departamentos, desgajados del departamento de La Libertad:
- El departamento de Cajamarca, por decreto de 11 de febrero de 1855 y ratificado por Ley de 30 de septiembre de 1862).
- El departamento de Piura, por Ley de 30 de marzo de 1861.

También se creó el Departamento Marítimo y Militar de Loreto por decreto de 7 de enero de 1861, según vimos en la sección de Reivindicación de la Amazonía.

### La Ley de Municipalidades

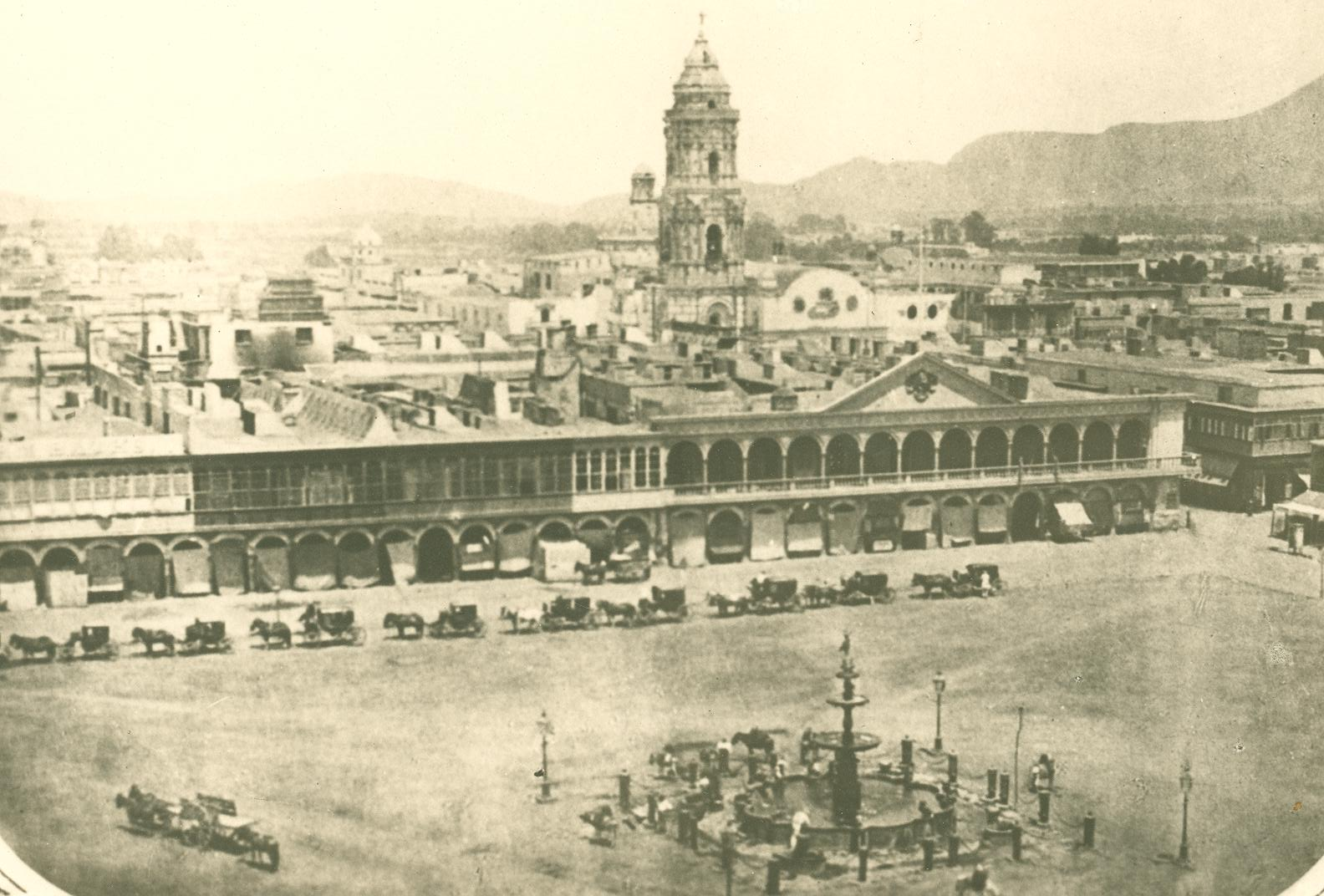
Fotografía de los años 1860 donde se ve a la Plaza Mayor y el edificio de la Municipalidad de Lima.

La Constitución Liberal de 1856 restituyó las Municipalidades, que la anterior Constitución Conservadora de 1839 había abolido y reemplazado con los intendentes municipales. La Convención Nacional aprobó la ley orgánica respectiva, que fue observada por el Ejecutivo en varios puntos. La Convención solo tomó en cuenta una de esas observaciones y rechazó el resto. La ley fue promulgada el 1.º de diciembre de 1856. Era vastísima y reglamentaria. La Constitución de 1860 ratificó la existencia de las Municipalidades y en 1861 se refrendó una nueva ley orgánica.

### El Reglamento de Carruajes
Una vez restablecidas las Municipalidades, estas empezaron a asumir sus funciones que les eran propias, como dar ordenanzas e imponer contribuciones. Uno de los actos más controvertidos de la Municipalidad de Lima fue el primer Reglamento de Carruajes de 1857, aprobado por el Consejo de Ministros en 1858. Se trataba de un reglamento que especificaba hasta el tamaño de las ruedas de los carruajes y establecía que se debía pedir permiso municipal para el uso de estos vehículos. Hubo protestas de quienes consideraban que limitaba la libertad laboral.

### El Censo General de 1862
Por ley del 22 de marzo de 1861 se autorizó al Ejecutivo la realización de un censo general de la República, lo que se concretó en 1862, siendo el primer censo que se realizó en el Perú de manera directa para conocer el estado de la población. Los dos censos anteriores, realizados en 1835 y 1850, fueron hechos de manera indirecta, revisando las matrículas de contribuciones. Se estableció que el censo sería rehecho cada ocho años y se rectificaría cada bienio, revisando los libros de nacimientos, matrimonios y defunciones.
El censo de 1862, dio un total de 2 487 916 habitantes. Sus cifras por distritos fueron publicadas por Mariano Felipe Paz Soldán y aparecen en el Diccionario Geográfico-Estadístico del Perú. Lima superaba los 100 000 habitantes. El siguiente censo se realizó en 1876.

### Promulgación del Código Penal y el de Enjuiciamientos
Se promulgaron el Código Penal y el Código de Enjuiciamientos en materia penal, el 1 de octubre de 1862, para que rigieran a partir del año siguiente. Reemplazaron a la legislación penal española vigente hasta entonces.

### Publicación de obras jurídicas
Los estudios jurídicos se enriquecieron en 1860, con la aparición de dos libros notables: el Diccionario de la Legislación Peruana de Francisco García Calderón Landa y el Tratado de Derecho Civil de Toribio Pacheco y Rivero.
Francisco García Calderón, natural de Arequipa, era entonces un joven abogado y profesor universitario de Derecho. A base de sus investigaciones y apuntes de enseñanza docente, plasmó un metódico Diccionario de la Legislación Peruana, en dos tomos y un apéndice, que se publicaron entre 1861 y 1863, editada por la Imprenta del Estado y con fondos públicos. Por esta valiosa obra recibió del Congreso una medalla de oro. Durante mucho tiempo esta obra se constituyó en el referente obligado tanto de la gente especializada como la profana en el tema jurídico. La posterior renovación de los códigos y leyes nacionales le quitó actualidad y hoy solo constituye en material para el investigador de la historia del Derecho peruano.
Toribio Pacheco era también arequipeño. Su Tratado de Derecho Civil, en tres volúmenes, fue publicado entre 1860 y 1864. En realidad era un proyecto de más volúmenes, pero que no llegaron a concretarse. Se trata de un minucioso estudio de la legislación peruana vigente, muy prolijo y reflexivo. A diferencia de García Calderón, cuya obra gozó del apoyo estatal, Pacheco sufrió la inquina del poder político, por su papel de opositor a través de la prensa. El Ejecutivo observó la ley que el Congreso dio para proteger su libro. Solo de manera póstuma, ya en tiempos del presidente José Balta, se ordenó reeditar su obra en la Imprenta del Estado (1872).

## Política exterior

### Fortalecimiento del cuerpo diplomático

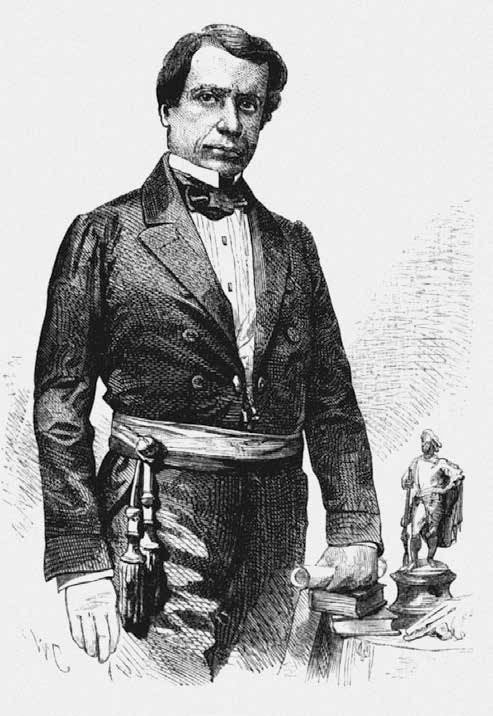
Manuel Ortiz de Zevallos, fue el primer ministro de Relaciones Exteriores del segundo gobierno de Castilla.

Castilla tuvo una permanente preocupación por la eficaz organización del cuerpo diplomático. Tenía claro que se requería de un servicio diplomático para difundir sus ideas y proteger los intereses del Perú en el ámbito internacional. Daba mucha importancia al rol de Ministerio de Relaciones exteriores y al hecho de que tuviera la maquinaria necesaria para implementar, difundir y defender la política exterior del Perú. El canciller José Gregorio Paz Soldán había organizado el servicio diplomático y consular bajo el primer gobierno de Ramón Castilla. Durante el segundo gobierno de Castilla, detectaron dicho cargo Manuel Ortiz de Zevallos, Antonio Arenas, Manuel Morales, José Fabio Melgar, Miguel del Carpio y Melgar y Juan Oviedo. Cuando Castilla asumió la presidencia solamente existían dos cónsules rentados en Guayaquil y en Londres, y los otros veinticuatro eran ad honórem. Castilla cambió esto asignándoles sueldos. Hacia el final de la presidencia de Castilla, la mitad de los treinta y seis cónsules en el extranjero eran rentados y estaban distribuidos a lo largo del mundo.

### La política americanista de Castilla
La política internacional de Castilla en este su segundo gobierno, tal como ya había ocurrido en el primero, se inspiró en un profundo sentimiento de la solidaridad americana, y en una conciencia siempre atenta al orgullo de la patria y la dignidad de la nación. Por entonces, las grandes potencias europeas intervinieron en algunos países independientes de América y la política de Castilla fue la de oponerse enérgicamente a esas pretensiones convocando a la unidad americana.
Asimismo, Castilla reanudó relaciones diplomáticas con países como México, Argentina, Brasil y Guatemala, ante los que no se acreditaba legaciones desde la década de 1820. Nombró a Pedro Gálvez como ministro ante Guatemala y Nicaragua, y quedó también acreditado ante Costa Rica, Honduras y El Salvador, países donde por primera vez hubo representación peruana. 
Igualmente, Castilla nombró a Buenaventura Seoane como ministro ante Argentina y Brasil. Estos funcionarios tenían la misión de asegurar la adhesión al Tratado Continental de 1856. Paralelamente, Castilla se enfocó además en consolidar y fortalecer lazos con los países con los cuales el Perú ya tenía relaciones, como Chile, Ecuador y Bolivia, a pesar de que las relaciones con los dos últimos sufrieron múltiples interrupciones.

#### Tratado de Alianza Continental de 1856
Siguiendo el espíritu de la unión americana afirmada en el Congreso de Lima de 1847, el ministro de Perú en Chile, Cipriano Coronel Zegarra, firmó en Santiago de Chile, el 15 de septiembre de 1856, un tratado continental de alianza defensiva. Además del Perú, suscribieron este tratado Chile y Ecuador. Este documento otorgaba el tratamiento de nacionales a los ciudadanos de cualquiera de los Estados contratantes y a sus bienes, eliminando todos los impuestos que los nacionales no pagaran. También le dio el trato de nacionales a las naves de todos los confederados. Además, establecía la libre circulación de los periódicos o folletos en los territorios de las Partes Contratantes. Se trató de promover el intercambio cultural e intelectual. Se reconoció la validez de los títulos profesionales y se estableció la meta de difundir la enseñanza primaria. Además, se fijó de manera precisa los privilegios y atribuciones de los funcionarios diplomáticos y consulares. Se estandarizo una medida de pesos y medidas, y también se dispuso adoptar un sistema monetario más uniforme para facilitar el comercio. Se incluyeron dos principios que marcarían la política exterior peruana: el de no intervención y el de defensa de la integridad territorial.

#### Proyecto de Alianza y Confederación Hispanoamericana (1856)
Como secuela del Tratado Continental, el 19 de noviembre de 1856, en la sede de la legación peruana en Washington y bajo la dirección del ministro plenipotenciario peruano Juan Ignacio de Osma, se firmó un proyecto de alianza y confederación hispanoamericana, entre Perú, México, Nueva Granada, Venezuela, El Salvador, Costa Rica y Guatemala (que eran los únicos países americanos que tenían acreditados ministros en la capital estadounidense) para protegerse ante agresiones y usurpaciones de países extraños al mundo hispanoamericano. Lo que aludía a las potencias europeas y a los Estados Unidos.
Ignacio de Osma era hermano de Joaquín José de Osma, diplomático como él y que había sido ministro de Relaciones Exteriores en el gobierno de Echenique.

#### Ayuda a Nicaragua y Costa Rica contra Walker

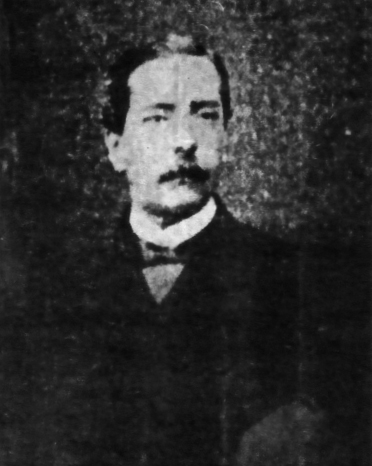
Pedro Gálvez Egúsquiza, luego de destacar como orador parlamentario e ideólogo liberal, pasó a encabezar una misión diplomática en Centroamérica al servicio del gobierno de Castilla.

Castilla apoyó a Nicaragua y a Costa Rica, en dinero y gestiones diplomáticas, a hacer frente a la invasión del filibustero estadounidense William Walker (1856). Con ese objeto, se envió a América Central una misión diplomática presidida por Pedro Gálvez. El decreto señalaba auxilios para que América Central preserve su libertad, y negociaciones a favor de la adherencia al Tratado Continental. No era la primera vez que Castilla proporcionaba ayuda al gobierno de Nicaragua ni al de Costa Rica, antes había enviado una nave a los puertos en América central para contribuir a la resistencia. El ejército de Costa Rica estaba casi completamente compuesto por civiles poco preparados y sin muchos recursos, por lo que la llegada de la Misión Gálvez impuso la moral para poder restablecer los esfuerzos de resistencia. A los diez días, Gálvez logró el cumplimiento de Costa Rica del tratado continental.

#### Protesta contra la invasión española de Santo Domingo
El gobierno de Castilla protestó enérgicamente contra la reincorporación de Santo Domingo a la monarquía española como Protectorado (1861) y se apoyó la guerra iniciada por los dominicanos contra los invasores, invitándose a los países americanos a una acción conjunta contra la ocupación española.

#### Envío de la misión Corpancho a México

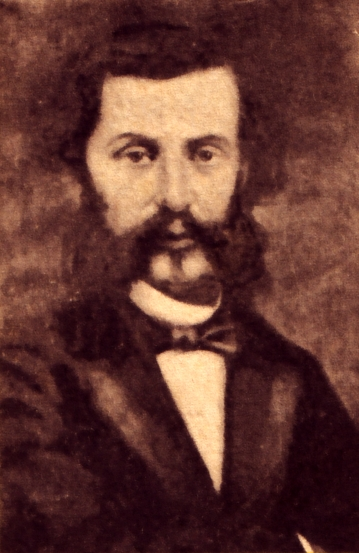
Manuel Nicolás Corpancho, encabezó una misión diplomática peruana para apoyar al pueblo mexicano en su lucha contra la injerencia europea.

Se protestó contra la agresión franco española a México en 1861 y se envió una misión presidida por Manuel Nicolás Corpancho, para que prestara al pueblo mexicano y al gobierno de Benito Juárez, toda la ayuda posible del Perú frente a la agresión europea. Cuando Napoleón III decidió instalar en México un trono para Maximiliano de Austria, Corpancho protestó enérgicamente y apoyó abiertamente al gobierno nacionalista de Juárez, por lo que el gobierno usurpador lo obligó a salir de México. Corpancho solicitó al canciller Juan Antonio Ribeyro Estada que se creara un tratado de mayor alcance que siguiera al tratado continental. Corpancho se dedicó a esta tarea coordinando con distintos diplomáticos en México. Sin embargo, las operaciones militares cobraron más importancia y el tratado no se pudo concretar. Corpancho pereció trágicamente durante su viaje de regreso al Perú, al incendiarse la nave en que viajaba en el golfo de México.

#### Protesta contra el proyecto de García Moreno
Se protestó en 1861 contra el proyecto del Presidente del Ecuador Gabriel García Moreno de convertir a su país en un protectorado francés. García Moreno había escrito cartas a Emile Trinité, encargado de negocios de Francia en el Ecuador, proponiendo la instauración de un protectorado francés en Ecuador. El Perú lideró el esfuerzo para evitar que esto ocurra, con el apoyo firme de Nicaragua y Honduras. El imperio francés, al iniciar su intervención armada en México, decidió declinar la oferta de García Moreno en 1862, dado que el primero ocuparía todo su interés y fuerzas.

### Intervención militar en Ecuador (1858-1860)

#### La Misión Cavero en Ecuador
En 1856, se firmó entre Perú y Ecuador el Pacto de la Unión americana, que reanudaba las interrumpidas relaciones entre esos dos países. En 1857 el gobierno peruano envió a Quito como representante diplomático al ayacuchano Juan Celestino Cavero, cuya misión era, en coordinación con el representante de Venezuela, negociar la devolución de los bienes del general Juan José Flores (venezolano que había sido el primer presidente de Ecuador). Cavero causó recelo en Ecuador y no fue recibido por el presidente de este país, por lo que escribió una carta al ministro de Relaciones Exteriores ecuatoriano, en términos muy altisonantes.

#### La concesión ecuatoriana de territorios peruanos a los británicos
En ese mismo año de 1858, Ecuador firmó un acuerdo con los acreedores británicos, concediéndoles territorios a cambio de la exoneración de su deuda con ellos. Cavero observó que una parte de las concesiones incluía un millón de cuadras de la zona de Quijos y Canelos que el Perú consideraba suyos basándose en la Real Cédula de 1802. Por lo que elevó una fuerte nota de protesta ante el gobierno ecuatoriano y envío circulares a los gobiernos de varios países de América e incluso a Inglaterra, advirtiéndoles de la situación. Colombia, Chile y Estados Unidos le dieron la razón al Perú en su protesta por la entrega de tierras a extranjeros, y el mismo gobierno británico se puso al margen del accionar de esos acreedores que eran súbditos suyos. Cabe resaltar la actitud de Colombia, que en 1856 había firmado un pacto de defensa mutua con Ecuador para mantener la integridad del territorio de la antigua Gran Colombia; en este caso no consideró que había usurpación de parte del Perú.

#### Conflicto diplomático entre Perú y Ecuador
Tras varios intercambios de notas muy furibundas entre Ecuador y Perú, la situación se puso tensa. Cavero hizo unas declaraciones muy arrogantes contra el Ecuador, que se hicieron públicas a través de un medio colombiano, por lo que la cancillería ecuatoriana solicitó su retiro del país. El Perú rechazó esta medida y antes bien, exigió la reinstalación de su ministro en las funciones que le había encomendado. No hubo respuesta y Cavero tuvo entonces que abandonar Ecuador. Se rompieron así las relaciones diplomáticas entre ambos países.

#### Estallido del conflicto. El bloqueo de la costa ecuatoriana

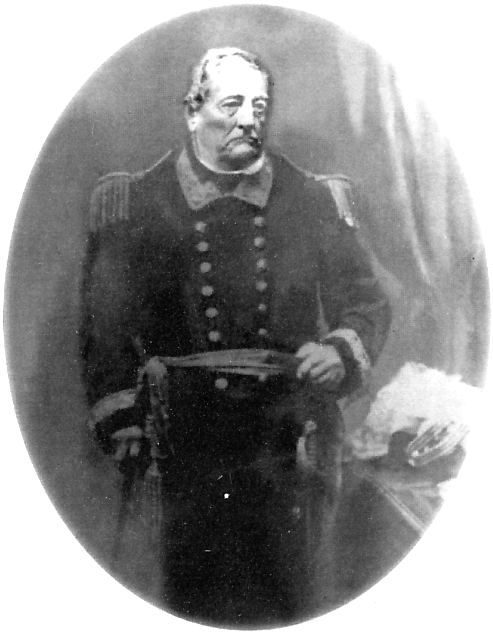
El vicealmirante Ignacio Mariátegui y Tellería comandó la flota peruana durante el bloqueo de la costa ecuatoriana.

El Congreso peruano, por ley de 26 de octubre de 1858, autorizó a Castilla incrementar el ejército a quince mil hombres y concretar un préstamo para sostener al ejército, la marina, y la guardia nacional. Sin embargo, se resalta la actitud conciliatoria y poco agresiva del propio Castilla a lo largo del conflicto. 
La primera medida que tomó Castilla fue decretar el bloqueo pacífico de toda la costa ecuatoriana (26 de octubre de 1858). Guayaquil empezó a sufrir los estragos del sitio, por lo que el comandante general de esa plaza, general Guillermo Franco, aceptó firmar un armisticio con el jefe de la flota peruana, vicealmirante Ignacio Mariátegui (20 de agosto de 1859). Poco después Castilla aprobó la suspensión del bloqueo de toda la costa ecuatoriana, para así facilitar un arreglo con el gobierno ecuatoriano.

#### La anarquía ecuatoriana

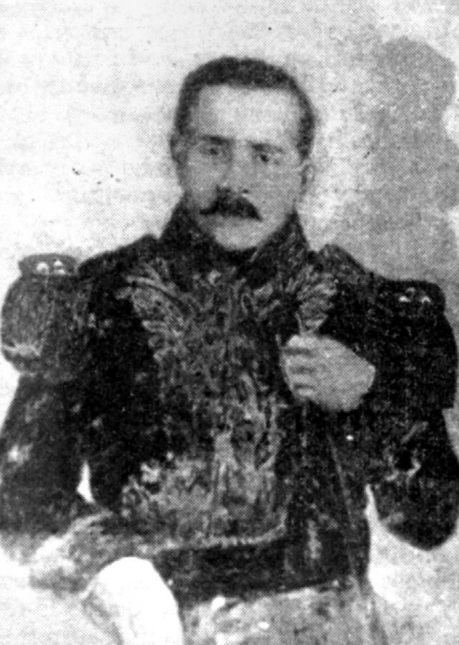
Guillermo Franco Herrera, como presidente del Guayas, encabezó uno de los tantos gobiernos en que se hallaba dividido el Ecuador al producirse la intervención militar peruana de 1859.

Pero sucedía que el Ecuador estaba en medio de una anarquía política que principiaba una guerra civil. Se instalaron cuatro gobiernos provisorios: un triunvirato en Quito, presidido por Gabriel García Moreno, una jefatura suprema en Guayaquil, al mando de Guillermo Franco y que dominaba toda la costa, un gobierno títere de Franco en Cuenca y un gobierno federal en la provincia de Loja, al mando de Manuel Carrión. Por lo que el Estado ecuatoriano no tenía un gobierno legítimo.
El problema que se planteaba a Castilla era pues que, no habiendo un único gobierno plenamente legítimo en el Ecuador, no era posible iniciar conversaciones, pues se corría el riesgo de que una facción invalidase la que otra aceptase. No obstante, Castilla preparó la expedición naval y militar contra el Ecuador, y el 29 de septiembre de 1859, asumió el mando de las fuerzas terrestres y navales, embarcándose él mismo. Siempre fue esa su actitud, la de comandar personalmente al ejército, tal como había ocurrido en la reciente guerra civil contra Vivanco. Dejó en el poder en Lima al doctor Juan Manuel del Mar.

#### La toma de Guayaquil

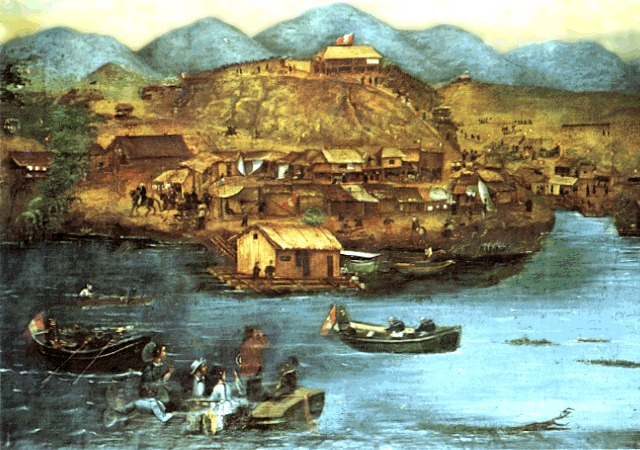
Pintura anónima del, que representa la toma de Guayaquil por parte de las fuerzas peruanas en 1860.

La armada peruana la conformaban quince buques, que transportaban a seis mil soldados. El propósito de Castilla era ante todo disuasorio, no tanto agresivo. Envió una nota a cada uno de los jefes de las facciones ecuatorianas, dándoles un plazo de 30 días para que llegaran a entenderse y conformaran un gobierno legítimo; en caso de no ocurrir ello, anunció su propósito de reanudar las operaciones militares.
Finalizado el plazo y al no producirse la solución del conflicto interno en Ecuador, la escuadra peruana se presentó ante Guayaquil el 12 de noviembre de 1859, sin hacer fuego. Los defensores del puerto quisieron negociar y Castilla exigió que se le permitiera el desembarco de sus tropas, lo que fue aceptado. Las tropas peruanas se posesionaron de las alturas de Mapasingue desde donde se dominaba Guayaquil y sus accesos (25 de noviembre). De la habilitación del campamento peruano se encargaron los ingenieros militares Elías Bonnemaison y Maximiliano Sibert.
Como los gobiernos del Guayas, Azuay y Loja llegaron a unificarse momentáneamente bajo el mando de Franco, Castilla decidió entenderse con este jefe antes que con García Moreno, que tenía el gobierno de Quito. En efecto, este último tenía el respaldo de la capital de la república (por ende sede principal del gobierno ecuatoriano) y de gran parte de la sierra ecuatoriana. A pesar de ello, prefirió Castilla llegar a un acuerdo con Franco, pues según la versión ecuatoriana, ambos estaban confabulados políticamente. El presidente peruano habría ofrecido respaldar la jefatura del general ecuatoriano, siempre y cuando reconociera la cédula misional de 1802.
Así pues, con la autorización de Franco, las tropas peruanas entraron en Guayaquil el 7 de enero de 1860, sin necesidad de disparar un tiro. Castilla ordenó que se exhibiera la Real Cédula de 1802 en la casa de la legación peruana y todas las autoridades y notables de la ciudad fueron a examinar el documento.

#### El Tratado de Mapasingue
El 25 de enero de 1860, Castilla firmó con el gobierno de Franco el Tratado de Mapasingue, en el que, esencialmente el Ecuador reconocía la validez de la Real Cédula de 1802, y por tanto la soberanía peruana sobre los territorios de Quijos y Canelos; declaraba nula la adjudicación de territorios a acreedores británicos y se establecía que dentro de dos años una Comisión mixta especialmente nombrada por los dos países procedería a señalar los límites entre ambos Estados. Castilla no quiso mostrarse implacable o feroz con Ecuador y antes de marcharse, obsequió uniformes, calzados y fusiles al ejército franquista.
La guerra o mejor dicho, la intervención militar en el Ecuador no causó entusiasmo en la opinión pública peruana. Se dice que cuando Castilla retornó a Lima, lo que debió haber sido un recibimiento triunfal, se convirtió en rechiflas y silbatinas de la gente en la calle.  

#### Desaprobación mutua del Tratado de Mapasingue
El Tratado de Mapasingue estaba condenado a ser declarado inválido por ambas partes. Al no ser Franco el gobernante legítimo del Ecuador, sino apenas un dictador secesionista en Guayaquil, su posición era endeble. Franco acabó siendo derrotado el 26 de septiembre de 1860  por las tropas del gobierno de Quito, presidido por García Moreno. Este desaprobó el tratado de Mapasingue el 8 de abril de 1861. El gobierno peruano no reaccionó ante este hecho, porque intuía que la opinión de su ciudadanía era contraria a la guerra, aparte de que la atención de la cancillería estaba en otros asuntos, como una posible guerra con Bolivia y las amenazas europeas al continente. El Congreso peruano, ya en el gobierno de Miguel de San Román, se encargó a la vez de desaprobar el tratado de Mapasingue, en 1863.
En el Perú se ha criticado a Castilla por no haber acabado de una vez con el litigio limítrofe con Ecuador, cuando tuvo la oportunidad de hacerlo. Este asunto se mantendría por mucho tiempo más perturbando las relaciones entre ambos países, volviéndose un asunto centenario.

## Aspecto social

### Protesta de gremios contra la importación

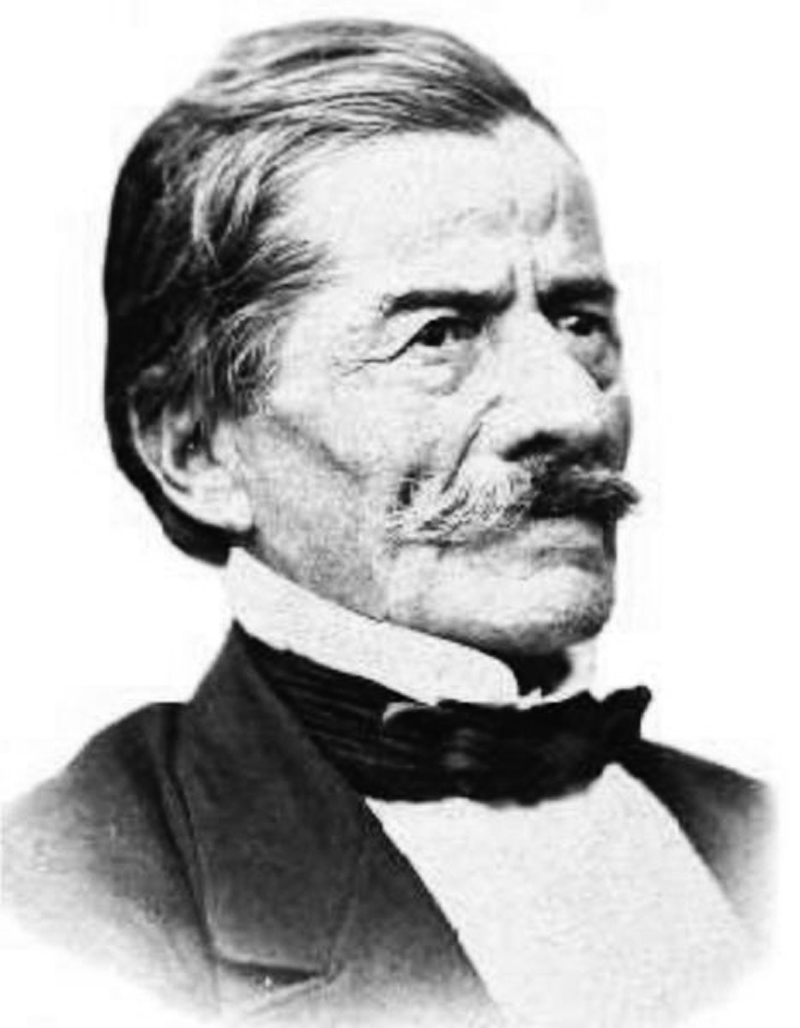
Ramón Castilla en 1864.

Hacia 1859 solamente habían en Lima dos fábricas: una de hilados y otra de papel. Todavía el trabajo artesanal era predominante. La Estadística de Lima estimaba que había 5341 artesanos. Los productores nacionales, con sus pocos recursos e instrumentos anticuados, habían sido afectados negativamente por la erradicación de un régimen económico proteccionista a uno más liberal. Más aún, el descontento de los artesanos se intensificó porque en algunos clubes, durante las elecciones de 1858, se había ofrecido la prohibición de la introducción de artículos manufacturados del extranjero. Los artesanos insistieron al Congreso de 1858 que aprobara esa prohibición, pero el asunto fue relegado. Así se caldearon los ánimos, al punto que estalló la protesta violenta en la tarde de 21 de diciembre de 1858 cuando llegó al Callao un barco cargado de materiales importados (puertas y maderas) para las obras del ferrocarril a Chorrillos. Un grupo de artesanos se juntaron para impedir su desembarco. Atacaron a los empleados que hacían esa labor, procediendo a destrozar los materiales y arrojarlos al mar. Atacaron también al tren con los cargamentos de la misma especie destinados a Lima, y el propio presidente Castilla tuvo que acudir con la tropa para poner orden. No obstante, una vez que el ferrocarril llegó a Lima, las carrozas fueron incendiadas. En el Congreso, se reunió una comisión para analizar el pedido de los artesanos, pero luego de que diera un informe el 29 de marzo de 1859 proponiendo medidas razonables, no se llegó a discutir en el pleno pues había otros temas políticos de mayor importancia. Se sabe también que detrás de esta agitación social hubo una conspiración política contra el gobierno de Castilla.

### Desaparición de la saya y el manto
En esta época se acabó definitivamente el uso de la vestimenta femenina de la saya y el manto, que se remontaba a la época colonial. Se difundió el uso de la vestimenta europea, preferentemente la moda francesa. Los hombres ya se habían adelantado a usar la moda europea, cuya característica más distintivas era el uso del frac o levita y el pantalón largo; para 1860 ya habían fallecido los pocos fieles a las chaquetas y calzones cortos de la era colonial. La plebe usaba el poncho, especialmente de noche.

### El renacimiento religioso. El culto a María
Se empezó a dar un renacimiento de ideas y creencias religiosas que se manifestó de distintas maneras. Por ejemplo, el alcance que lograron los franciscanos descalzos en Lima, a quienes se les otorgó el convento de los descalzos. Surgió una nueva generación religiosa, que defendía activamente los derechos de la iglesia a través de propaganda oratoria y escrita y también a través de manifestaciones. Donde más se sintió este espíritu religioso fue en Arequipa. La proclamación del dogma de la Inmaculada Concepción en 1854 ocasionó una masiva movilización de la fe popular. La proclamación del mes de mayo como el de María dio lugar a que en este mes se llevaran a cabo incontables misas, sermones y ritos.

## Otros hechos notables
- Se fundó el Club Nacional en 1855.
- Se fundó la Benemérita Sociedad Fundadores de la Independencia en 1857 y se nombró al Presidente Ramón Castilla como su primer Presidente Nato.
- Se instaló la Bolsa de Comercio de Lima.
- Se fundó la Compañía de Bomberos Voluntarios Unión Chalaca N.º 1, la primera de su género en Sudamérica (1860).

| Predecesor: Gobierno de José Rufino Echenique | Gobierno del Perú 24 de octubre de 1858 - 24 de octubre de 1862 | Sucesor: Gobierno de Miguel de San Román |